# História da música erudita em Porto Alegre

O Theatro São Pedro

A história da música erudita em Porto Alegre, a capital do Rio Grande do Sul, Brasil, inicia no fim do século XVIII, mas há muito escassa informação sobre este período, aparentemente marcado pelo improviso e dominado pelos saraus domésticos amadorísticos, embora na Igreja Matriz provavelmente já houvesse alguma prática consistente, sendo documentado um mestre de capela estável em torno de 1800. Este campo artístico só começou a florescer de fato em meados do século XIX, quando já havia diversos professores e grupos de câmara em atividade e é fundado o Theatro São Pedro, uma casa suntuosa que permitiu a apresentação de óperas e música sinfônica. No fim do século a atividade musical já era intensa, com muitos profissionais, associações e grupos.
A consolidação definitiva ocorreu ao longo do século XX, com a fundação de um curso superior, a multiplicação dos profissionais, a criação de diversas orquestras, clubes, grupos vocais e instrumentais e um sindicato, a vasta ampliação do repertório, a visita assídua de grandes intérpretes nacionais e estrangeiros, a formação de um corpo de compositores de grande mérito, a expansão do público, e com as facilidades propiciadas pelas gravações e a divulgação radiofônica e televisiva da música, projetando a cidade em todo o estado como o principal pólo produtor e irradiador de influência. 
Atualmente Porto Alegre tem um público considerável para a música erudita; está no roteiro de concertistas de fama internacional, conta com uma orquestra sinfônica e uma orquestra de câmara estáveis e reputadas, e inúmeros grupos de câmara e solistas vocais e instrumentais, bem como grande número de escolas de música e espaços de apresentação. Há um significativo desenvolvimento na musicalização infantil nas escolas públicas, na pesquisa acadêmica e na qualificação profissional avançada nos cursos de graduação e pós-graduação em música da UFRGS. Apesar desse avanço considerável, o campo da música erudita na cidade sempre enfrentou desafios importantes, sendo cronicamente carente de verbas e apoio institucional suficientes, e por isso muitas iniciativas não duraram muito tempo ou não atingiram todos os seus objetivos. Em anos recentes os profissionais vêm enfrentando novos problemas, atuando num mercado de trabalho muito competitivo, instável e precarizado por uma conjuntura econômica e políticas públicas desfavoráveis.

## Primórdios
Porto Alegre foi fundada oficialmente em 26 de março de 1772, quando o povoado primitivo foi elevado à condição de freguesia, mas na verdade suas origens são mais antigas, tendo nascido em função da colonização da área por estancieiros portugueses desde o século XVII. É tido como quase certo que na altura da elevação do povoado original em freguesia já havia atividade musical de caráter erudito sendo praticada em alguma base regular. Um documento atesta que em 1794 foi inaugurada a primeira Casa de Ópera da cidade, erguida no Beco dos Ferreiros. Esta casa na verdade era um simples barracão de pau-a-pique, e, ao que parece, "ópera" era o que menos se ouvia. Athos Damasceno acredita que antes da conclusão do Theatro São Pedro em 1858 não teria havido condições de se montar em Porto Alegre óperas verdadeiras, com vários cantores, grande orquestra e coro. Embora pela ausência de descrições permaneça uma incógnita qual possa ter sido a real natureza e qualidade dessas ditas óperas que ali se representavam, tudo leva a crer que seguissem os mesmos padrões populares nos centros maiores como Rio de Janeiro e São Paulo, onde numa mesma noite se mostrava ao público um programa heterogêneo composto por números circenses e peças teatrais de apelo popular entremeados por trechos de música, incluindo obras sérias como sonatas para piano e canções napolitanas, ao lado de improvisos e música de salão como mazurkas e valsas 
Com o progressivo arruinamento das instalações da Casa de Ópera, em torno de 1834 o lugar foi abandonado. Considerava-se, contudo, a existência de uma casa de espetáculos uma necessidade. Assim, em 1838 foi inaugurado um novo teatro na Rua de Bragança, uma versão bem melhorada e ampliada do anterior, construída em alvenaria, mas ainda bastante modesta, à qual se deu o nome de Teatro Dom Pedro II. Esse teatro foi o resultado da formação da Sociedade Dramática Particular, composta de diletantes, e de um forte apoio do governo. A iniciativa foi coroada de êxito, e o Teatro Dom Pedro II, nas palavras de Athos Damasceno, promoveria muitas "inesquecíveis noitadas de arte" aos porto-alegrenses. Mesmo assim, era um consenso que esse teatro era uma solução provisória, e que a pujança da Província exigia uma casa que ombreasse as das grandes capitais brasileiras, já iniciando os planos oficiais para a construção do que depois de muitas delongas se materializaria como o Theatro São Pedro. O Teatro Dom Pedro II funcionou até 1857, apresentando um programa musical muito mais consistente e refinado do que fora possível até então, com recitais de seletas de árias operísticas "dos mais renomados compositores da atualidade", com Verdi e Donizetti figurando em destaque na preferência do público, além de uma programação de teatro de variedades de alto nível. Companhias itinerantes internacionais passaram por ali.

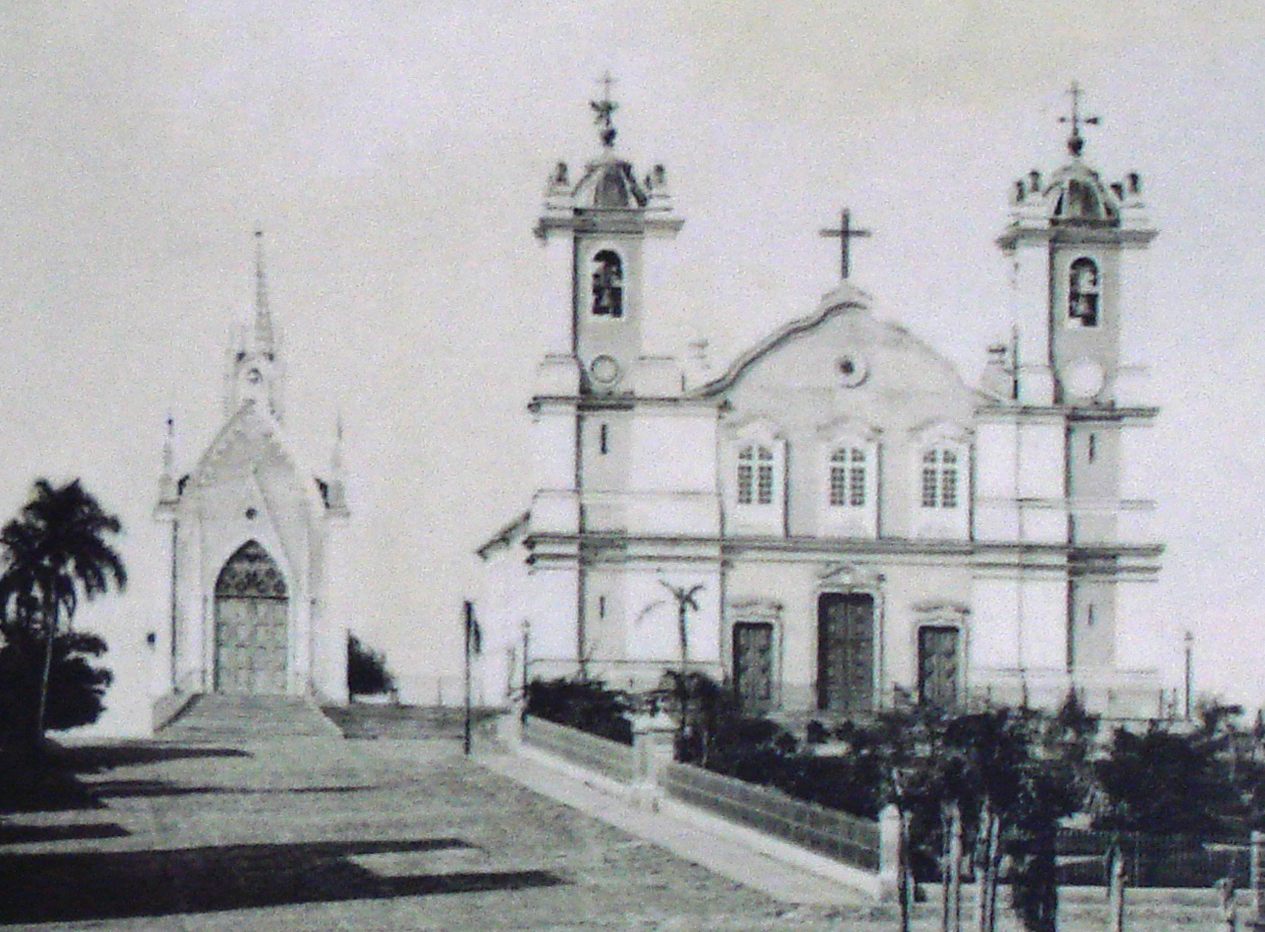
A antiga Matriz, com a Capela do Espírito Santo à esquerda.

Entrementes, no fim do século XVIII já havia professores em atividade, e o culto religioso também era servido de música. Em torno de 1800 a Antiga Matriz já dispunha de um mestre de capela permanente na figura de Inácio José Filgueira, além de um coro, órgão e pequena orquestra. Há notícias nesta época de procissões e cerimônias solenes sempre acompanhadas de música sofisticada, além de relatos sobre o "bom estado" em que se encontrava a prática erudita na cidade.
Na década de 1820 o naturalista francês Auguste de Saint-Hilaire em sua visita pelo estado, deixou vívidos registros sobre a vida musical que florescia fora do teatro e da igreja. Descreveu, por exemplo, os instrumentos favoritos usados nos saraus domésticos, o piano e o violão, dizendo que eram tocados com perícia por senhoras da elite, e também um baile, onde se ouviu música de caráter erudito. Diz ele:
"Um francês [...] veio convidar-me para passar a noite em uma casa onde deveria realizar-se um pequeno baile. Sabedor de que essa casa era uma das mais prestigiosas de Porto Alegre, não hesitei em aceitar o convite; e encontrei num salão bem mobiliado e forrado de papel francês, uma reunião de umas trinta a quarenta pessoas, entre homens e mulheres [...] Dançaram valsas, contradanças e bailados espanhóis; algumas senhoras tocaram piano, outras cantaram com muita propriedade, acompanhadas ao violão, e o sarau terminou com jogos de salão".
Os saraus eram um dos palcos mais importantes para a música do século XIX, especialmente em seu início, enquanto os espaços de apresentação públicos não se haviam multiplicado. Ao contrário da música de teatro e de igreja, eram animados por diletantes da elite, cujo propósito maior não era musical, mas social, para ostentar a posse de uma cultura refinada. Dessa forma, numa fase em que os músicos profissionais eram muitas vezes escravos ou negros libertos, o que bastava para desmoralizar a profissão, ser um músico diletante era um sinal claro de distinção social.
A partir de 1824, com a chegada de imigrantes alemães, que tinham elevado interesse em música erudita, logo se estabeleceram associações culturais amadoras que incluíam apresentações teatrais e recitais. Mesmo que tenham se instalado em sua maioria numa região que hoje é parte de São Leopoldo e Novo Hamburgo, naquele momento esse território fazia parte do extenso município de Porto Alegre.

## Consolidação

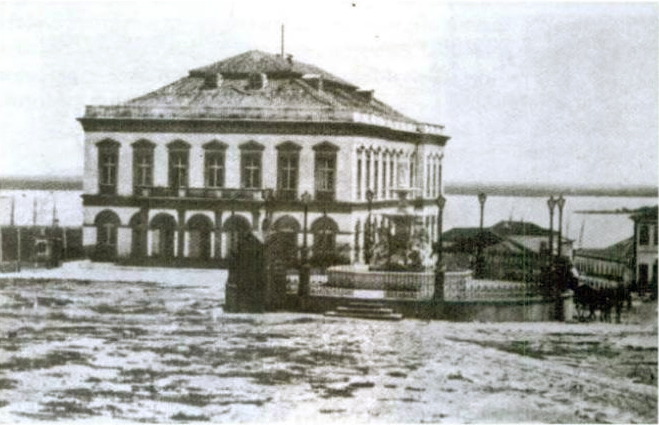
Theatro São Pedro em 1860.

Com a chegada de Joaquim Mendanha, a cidade teve sua vida musical bastante incrementada. Mineiro de Ouro Preto de nascimento, havia sido cantor falsetista da Capela Imperial e veio para o estado como mestre de música do 2º Batalhão de Caçadores, regendo a banda militar do pelotão. Caindo prisioneiro dos revolucionários farroupilhas em 1839 com toda sua banda, no cativeiro compôs um Hino Farroupilha, mais tarde adotado como o hino oficial do Rio Grande do Sul. Em Porto Alegre a partir de 1844, sua experiência foi aproveitada e ele conseguiu o cargo de mestre do coro da Matriz, regendo mais uma banda e uma pequena orquestra, que se apresentavam em festas populares e cerimônias oficiais, além de dedicar-se ao ensino. Em 1855 Mendanha fundou a ativa Sociedade Musical Porto-Alegrense. Também foi compositor bissexto de música sacra, sendo registrada sua autoria de um grupo de "famosos Septenários" para a Igreja das Dores e um Te Deum para homenagear o Conde de Caxias.
Esta fase é marcada principalmente pela inauguração, depois de um longo processo de construção que sofreu várias interrupções e problemas, do suntuoso Theatro São Pedro, em 27 de junho de 1858. Agora a "bisonha província", como a chamou ironicamente Athos Damasceno, tinha algo para se orgulhar de verdade. Ele até foi visto como um excesso numa pequena cidade com pouco mais de 20 mil habitantes. Equipado com assentos de veludo, pinturas murais e decorações em ouro, foi descrito por Robert Avé-Lallemant como "a casa mais esplêndida da cidade e sem dúvida vistosa demais para a capital de uma província". A temporada de óperas começou pouco depois, mas as evidências sugerem que teriam sido récitas bastante precárias. O primeiro registro conhecido de uma ópera em cartaz em Porto Alegre foi do Il Trovatore, de Verdi, encenada em 1861.

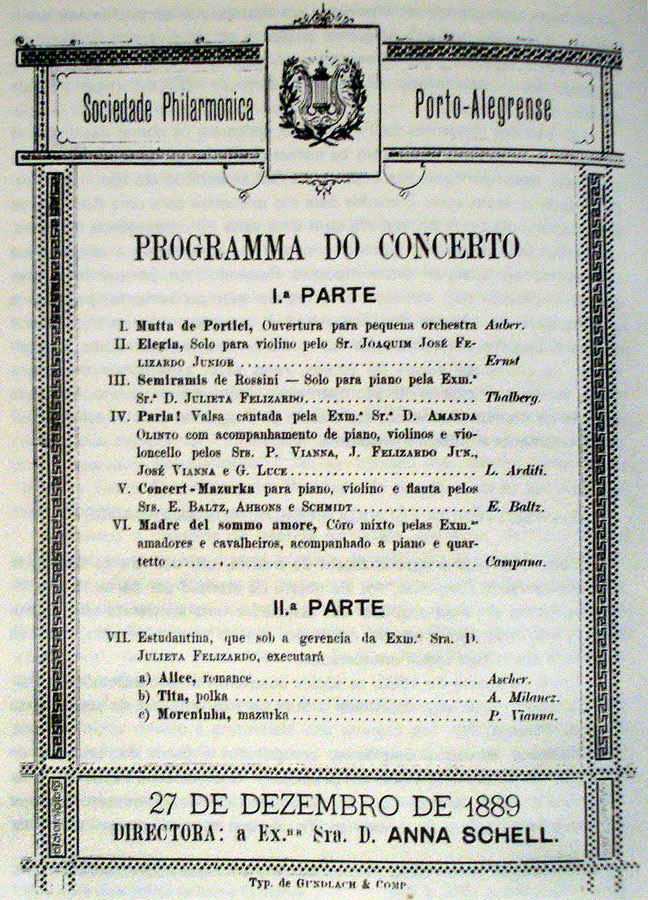
Programa de concerto da Sociedade Philarmonica Porto-Alegrense, 1889

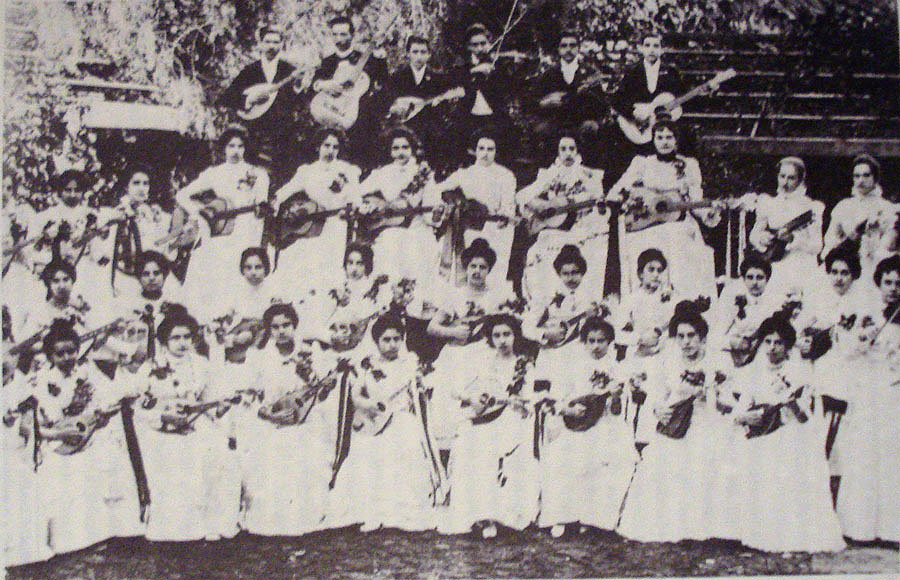
Estudantina não identificada, fim do século XIX

O São Pedro passou a centralizar toda a mais importante atividade musical e teatral de Porto Alegre, e por consequência, de toda a província. Seus habitantes agora podiam ouvir óperas e operetas completas, que se sucediam com frequência regular, a cidade passou a receber seguidamente companhias internacionais e solistas de grande renome, e ao mesmo tempo abriu-se todo um novo espectro de possibilidades para o desenvolvimento da dramaturgia local, tanto ao apresentar atores e textos famosos, como ao montar em grande estilo a produção local, que a partir de então sofre um surto de intensa produtividade textual e de proliferação de grupos amadores. Na época o teatro, em todos os seus gêneros falados e musicados, sérios ou cômicos, era o espetáculo público mais popular. Nesta fase, tanto na música como no drama e na comédia, o São Pedro foi um inigualado centro difusor de tendências, foi um educador do gosto de grande público, bem como foi ainda arena de debate de filosofias políticas, estéticas e sociais, mantendo uma programação paralela de palestras e encontros variados. Paralelamente, o teatro foi um fator de promoção da pintura local através da encomenda de cenários e panos de boca. No entanto, o São Pedro nunca teve uma vida muito fácil, suas finanças não raro estavam deficitárias, e houve períodos de séria crise, quando a regra foi o improviso, prejudicando a qualidade e regularidade das apresentações.
De qualquer modo, nesta época a vida musical começa a fervilhar e florescer em muitos outros pequenos espaços, em clubes, associações e outros locais, como na elegante Sociedade Bailante, que promovia ciclos de saraus e concertos, além de sempre requerer música de variados gêneros para seus famosos bailes. Mendanha, na récita de inauguração do Theatro São Pedro em 1858, atuou à frente de uma orquestra de "24 professores", o que indica haver nesta época um corpo de discípulos de música já bastante numeroso. Os jornais já anunciavam frequentemente aulas de clarinete, rabeca, fagote e outros instrumentos. Em 1868 foi fundada a Sociedade Partenon Literário, a mais importante agremiação cultural do estado no século XIX, que logo passou a organizar saraus regulares com música e apresentações líricas e orquestrais no Theatro São Pedro. Em 1878 foi criada a Sociedade Philarmonica Porto-Alegrense, cujo primeiro presidente foi Firmino de Azambuja Rangel, contando com uma orquestra e um coro integrados por amadores qualificados, e um conjunto de estudantes, a estudantina, e oferecia aos seus sócios gratuitamente aulas de música para aprendizado em piano e vários instrumentos. Seus concertos incluíam trechos de obras operísticas, danças, solos vocais e instrumentais e música de câmara.
Na década seguinte desenvolveu-se também a publicação de partituras e a crítica musical, com o lançamento de revistas especializadas como a Lyra Rio-Grandense (1883), divulgando músicas internacionais e brasileiras em voga junto com composições de autores locais; a Revista Musical (1887), e O Progresso (1887), objetivando o cultivo de músicas alemãs, italianas e francesas. Aparecem outros clubes amadores, como a Associação Musical Carlos Gomes (1882) e o Instituto Musical Porto-Alegrense (1896), no ano seguinte transformado no célebre Club Haydn, e mais várias bandas e estudantinas, das quais destacou-se a Estudantina Porto-Alegrense dirigida por Luís Roberti. Essas sociedades amadoras tinham como principal objetivo a promoção cultural e recreativa dos seus associados, servindo como ponto de encontro da sociedade local. Mas também fomentaram o ensino privado com suas aulas e a educação do povo através de concertos públicos. Nesse período visitaram a cidade alguns concertistas de renome, como o violinista Vincenzo Cernicchiaro, a cantora Marieta Siebs, o violoncelista Frederico do Nascimento e o pianista Albert Friedenthal, este o organizador de uma série de "concertos históricos" a partir de 1888.
Com a ampliação dos horizontes culturais do público em geral, e com o enriquecimento da cidade, no final do século XIX se observou o início da especialização de músicos locais em centros mais desenvolvidos, na capital da República e principalmente em conservatórios musicais de países europeus como Itália, Alemanha e França. Alguns desses músicos obtiveram bolsas de estudo do governo estadual, e por isso, segundo Winter & Barbosa, evidenciou-se como vantajosa "a implantação de uma instituição superior de ensino artístico–musical na cidade. Diferentemente do século XIX, onde o ensino das artes e música era atribuição de particulares, buscava-se no início do século XX em Porto Alegre a fundação e estabelecimento de uma instituição que oferecesse formação local aos músicos e artistas do Rio Grande do Sul".

## Florescimento

### Contexto e ensino
No início do século XX a filosofia política dominante no estado era o Positivismo, cujos princípios valorizavam a música como elemento fundamental na educação do cidadão, pois uma prática musical bem conduzida, com sua disciplina, poderia resultar na formação de um elevado senso de ética na sua vida pessoal e social. Entretanto, por força de limitações legais o Estado não podia criar estruturas de ensino para a formação superior de professores e profissionais especializados em diversas áreas fundamentais para uma sociedade, inclusive a música. Dessa forma, segundo Isabel Nogueira "a consolidação do projeto de institucionalização do ensino musical na capital do estado se dará então através de iniciativas particulares apoiadas pelo estado, culminando, entre outras, com a criação do Instituto Livre de Bellas Artes, com seu Conservatório de Música".

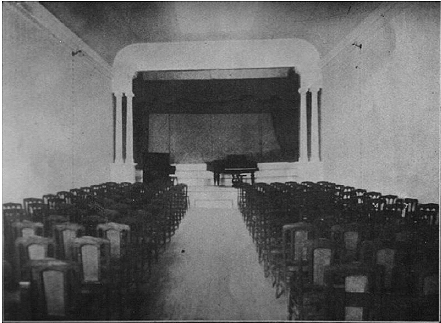
O auditório do primeiro prédio do Instituto Livre de Bellas-Artes

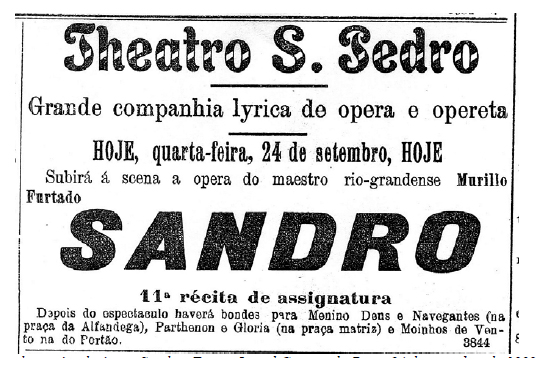
Anúncio no Correio do Povo da estréia da ópera Sandro de Murillo Furtado em 1902

O Conservatório Musical do Instituto Livre de Bellas Artes, criado em 1908 e inaugurado no ano seguinte, representou a organização efetiva em nível superior do cenário musical da cidade, coroando o programa civilizatório dos positivistas. Dirigia o Instituto o músico, médico e escritor Olinto de Oliveira, que indicou como diretor técnico do Conservatório José de Araújo Vianna, um afamado pianista e compositor, fundador e incentivador de sociedades musicais com destacadas atuações no meio musical local e na capital da República. A estrutura curricular do Conservatório se baseava na do Instituto Nacional de Música do Rio de Janeiro e os cursos oferecidos em seu início compreendiam teoria musical, composição, canto, instrumentos (piano, cordas e sopros) além de aulas de italiano, mas as condições eram precárias, com instalações acanhadas, sem biblioteca e com pequeno corpo funcional. No primeiro ano se matricularam 75 alunos. Por motivos de saúde Vianna deixou o cargo em 1910, para ser substituído pelo pianista belga Henri Pénasse, conceituado na Europa. Ele reestruturou o curso incentivando principalmente o repertório musical francês e europeu além de estabelecer a prática de concursos públicos precedidos de provas eliminatórias. A sistemática adotada por Pénasse revelava forte influência dos conservatórios franceses, que transformaram o ensino musical porto-alegrense.
Pénasse retornou à Europa em 1916, e sua posição foi ocupada por Guilherme Fontainha, personagem dinâmico que além de ser um dos maiores professores de piano de sua geração em todo o Brasil, introduziu um modelo pedagógico modernista, e foi um dos responsáveis diretos pela abertura de conservatórios de música em Pelotas, Bagé, Uruguaiana e várias outras cidades do interior. Tasso Corrêa veio a ser o diretor do Instituto entre 1936 e 1958 fazendo grande administração, reformulando o ensino, unificando a direção e levando a escola ser reconhecida em todo o Brasil. Desde sua origem o Conservatório se tornou a referência institucional mais significativa em todo o estado no campo do ensino musical, influenciando a criação de outras academias musicais pelo interior do Rio Grande do Sul. Entre seus professores mais importantes nas primeiras décadas de funcionamento se contam os próprios Oliveira, Vianna, Pénasse, Fontainha e Corrêa, mais Assuero Garritano, Olinta Braga, Murillo Furtado e João Schwartz Filho. Araújo Vianna e Murillo Furtado também merecem lembrança especial por terem sido os autores das primeiras óperas compostas em solo gaúcho: do primeiro, a Carmela, e do segundo Sandro, ambas estreadas em 1902 no Theatro São Pedro com grande sucesso.

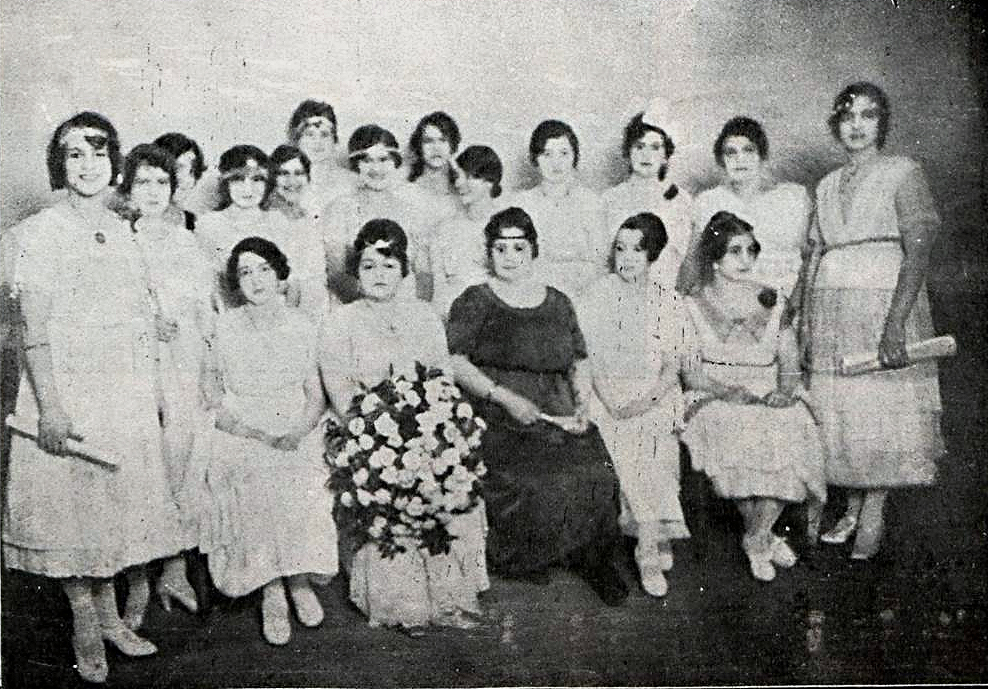
Olinta Braga e suas alunas de canto após recital no Conservatório do Instituto Livre em 1919

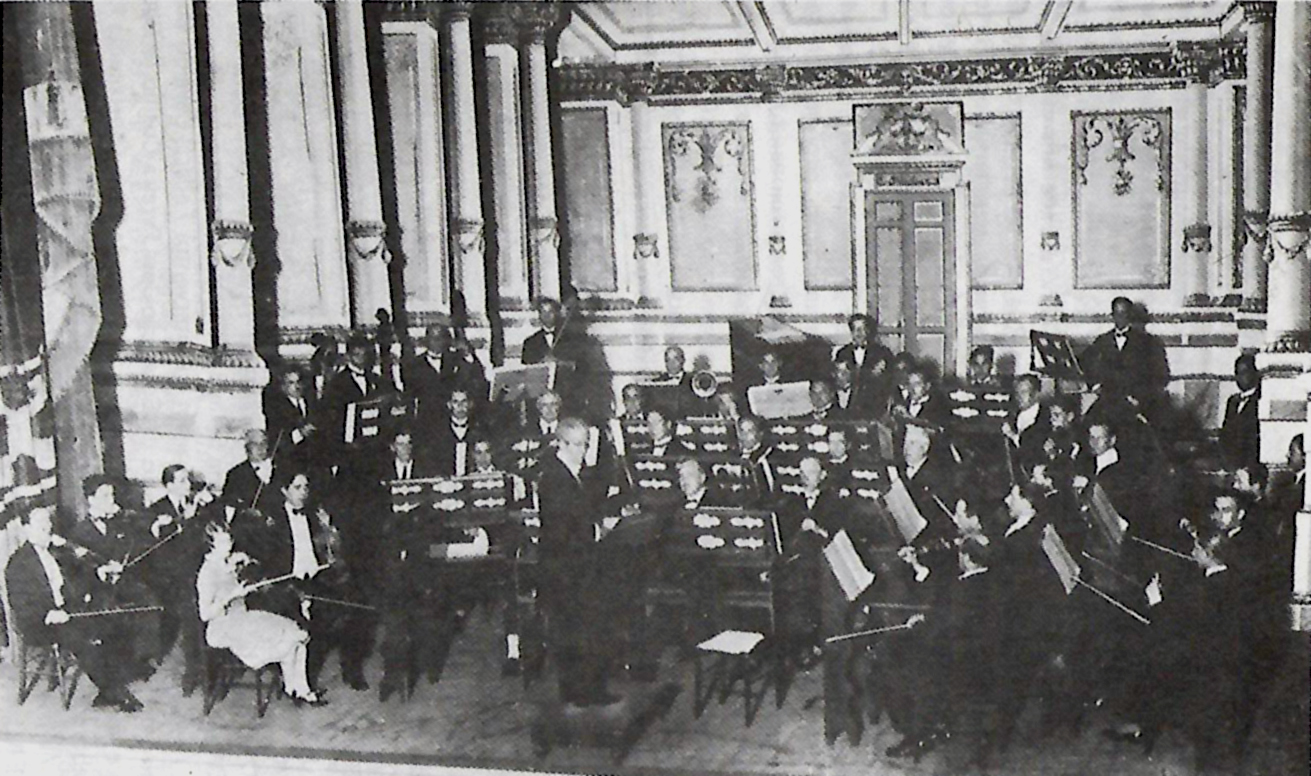
Concerto no Theatro São Pedro em 1928 com Olga Fossati como spalla da orquestra. Olga deu aulas no Conservatório do Instituto Livre e foi uma das poucas mulheres gaúchas de sua geração a se afirmar profissionalmente e ganhar fama no campo da música.

A sedimentação do ensino superior espelhava o desenvolvimento da capital, que nessa época iniciava um período de grandes renovações urbanísticas e a via a construção de suntuosos edifícios públicos. Nessa onda de progresso a música erudita passou a experimentar um "branqueamento": enquanto até então havia grande número de negros e mulatos no ofício, no início do século XX os brancos já começavam a predominar nos círculos eruditos, tornando a profissionalização musical aceitável para as classes dominantes, deixando de ser mero ornamento social em saraus. A música erudita, paralelamente, passava a fazer parte importante da vida da classe média, e adquiria autonomia como arte por seu próprio mérito. É interessante notar que o relatório do Instituto Livre de 1912 acusa haver-se matriculado na classe de piano 67 alunos do sexo masculino e 254 do sexo feminino. A música se tornara, conforme explicam Nogueira & Gerling, "uma profissão bastante aceitável para mulheres e uma fonte de renda garantida sem que houvesse necessidade de deixar o lar'. Isso também mostrava um lado atávico da cultura riograndense, já que tradicionalmente o piano sempre estivera associado com a educação das filhas da elite com objetivos matrimoniais, a fim de tornar a moça "um bom partido", o que se refletia até no repertório, com a majoritária preferência das alunas de piano para as obras mais leves e amenas. Isso, porém, entrava em choque com as demandas do repertório canônico clássico-romântico de estrutura muito complexa e emocionalmente carregado, que predominava nos conservatórios da Europa daquela época, e que era a fonte do modelo acadêmico local.
Mesmo com suas contradições internas o Conservatório foi por vários motivos a instituição musical de vanguarda em Porto Alegre. Ademais de ter fundado uma estrutura de ensino e qualificação essencial para a autonomização musical da cidade - e por extensão do estado - e para qualquer projeto musical futuro de envergadura, o repertório de seus concertos, com forte presença de compositores brasileiros vivos, abria espaço, a partir dos anos 20, para a discussão do Modernismo e seus conceitos de brasilidade, dando novo valor aos regionalismos. Sintomaticamente, compositores locais importantes como Luiz Cosme e Roberto Eggers nos anos 30 já estavam se dedicando a uma música de estilo nitidamente moderno, que empregava temas folclóricos locais e com isso dava sinais da formação de um Modernismo tipicamente gaúcho. Essa evolução não parecia afetar muito a popularidade do repertório padrão já consagrado de gêneros como a ópera e a opereta, que permanecem em alta nas primeiras décadas do século XX, com apresentações regulares.
Complementar ao ensino superior, em 1936 o ensino da música foi introduzido nas escolas públicas, iniciando com uma experiência-piloto de canto coral no Colégio Paula Soares. O êxito da proposta levou a uma rápida disseminação das classes de música por todo o estado. Uma iniciativa privada importante foi a criação em 1920 do Centro de Cultura Artística do Rio Grande do Sul, que pretendia "propagar, por todo o Estado, um ensino musical homogêneo por escolas que seguirão os mesmos métodos adotados no Conservatório de Música e no Instituto Musical, desta capital". Sob a liderança de José Corsi e Guilherme Fontainha, o Centro obteve o apoio do Presidente do Estado Borges de Medeiros, e logo seus diretores passaram a por em prática seu objetivo, viajando pelo interior do estado e fundando escolas em 15 cidades, entre elas Itaqui, Bagé, Cachoeira do Sul, Montenegro, Alegrete, onde atraíram a atenção do público dando concertos com sua orquestra própria, formada por 90 professores. A outra parte da proposta do Centro era a realização de concertos, tanto em Porto Alegre quanto nas cidades nas quais implantaram escolas de música, com importantes músicos estrangeiros. Através desta proposta, a capital conheceu intérpretes renomados como Ignaz Friedman e Wilhelm Backhaus.

### Outros espaços e meios

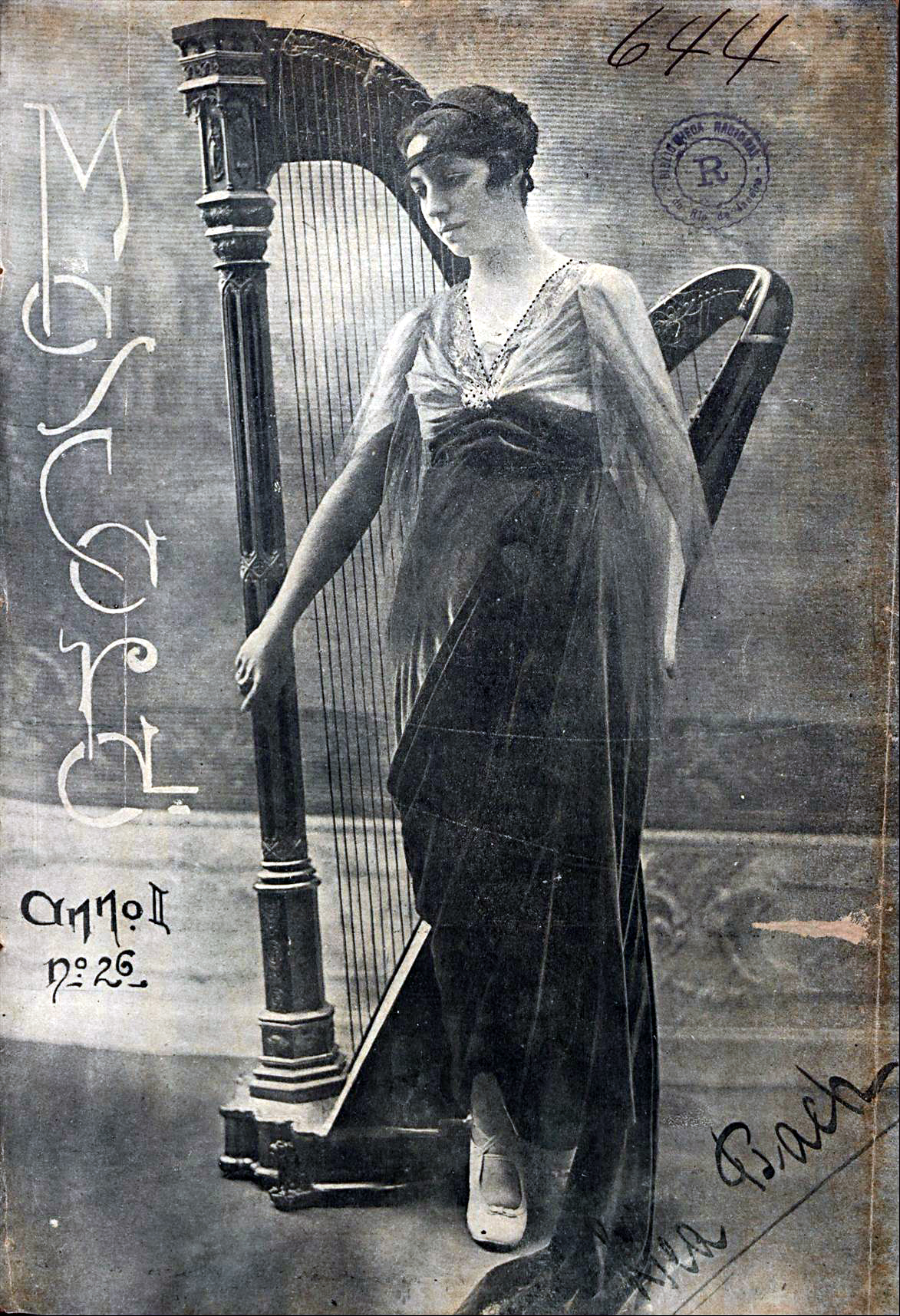
A harpista Lea Bach em concerto no Clube do Comércio em 1919

Outros círculos eruditos também contribuíam para o enriquecimento da cena musical porto-alegrense nas primeiras décadas do século XX. Apresentações de teatro musicado, concertos e os recitais aumentavam em frequência. O cinema começava a fazer uso sistemático de grupos instrumentais para criação de música de fundo, no tempo do cinema mudo. Como isso acabou gerando uma elevação excessiva no preço dos ingressos, os conjuntos a partir dos anos 1920 foram substituídos por apenas um pianista, e logo inteiramente dispensados quando sobreveio o cinema sonorizado. Mas foi num desses cinemas, o Cine Colombo, que o insigne compositor Radamés Gnatalli iniciou sua vida profissional. Ali outros músicos importantes lhe faziam companhia: o violinista e artista plástico Sotéro Cosme e seu irmão Luiz Cosme, junto com Júlio Grau. Seu repertório era formado por pot-pourris de canções francesas e italianas, trechos de operetas, valsas e polcas. Ao mesmo tempo diversos cafés elegantes mantinham pequenos grupos camerísticos ou um pianista para entretenimento de seu público, como o Café Colombo, que dispunha de uma galeria "que em plano elevado, na altura da sobreloja, está confortavelmente instalada, e onde as famílias, em alegre e distinta convivência, podem com todo conforto ouvir belíssima música, feita por bem afinada orquestra, que executa, diariamente, escolhidas partituras dos mais reputados autores".
A cidade já conhecia o gramofone, desde 1914 a Casa A Eléctrica já gravava discos com repertório local e estrangeiro, e logo também apareceram lojas de instrumentos e partituras, como o Bazar Musical, a Casa D'Aló e a Casa Mariante, e outras escolas de música bem estruturadas como o Instituto Musical de Porto Alegre (1913), do maestro José Corsi, o Instituto Brasileiro de Piano (1917), do professor João Schwarz Filho, o Curso Musical Henrique Oswald, funcionando no Theatro São Pedro, o Instituto Carlos Gomes (1924), da professora de canto Sybilla Fontoura, e o Conservatório Chopin, da professora de piano Santina Plumato Fornari. Somavam-se a elas inúmeros professores particulares e algumas escolas menores nos bairros.

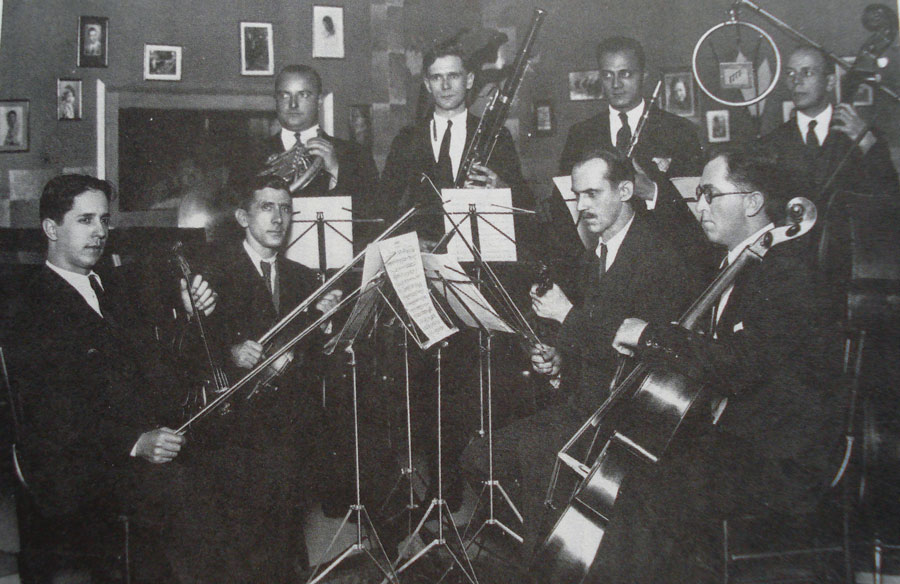
Transmissão de concerto ao vivo na Rádio Sociedade Gaúcha, 1935

Em 1924 iniciavam as transmissões de rádio através da Rádio Sociedade Rio-Grandense. A música, naturalmente, teve presença obrigatória já na inauguração da emissora, constituindo "o ponto alto da noitada festiva", com "números musicais predominantemente eruditos, com trechos da ópera Lohengrin, de Richard Wagner, ou uma polonaise, de Frédéric Chopin". Em seu Conselho Diretor figurava Tasso Corrêa. Outra emissora importante, a Rádio Sociedade Gaúcha, seria fundada em 1927, iniciando suas atividades no mesmo dia da inauguração do Auditório Araújo Viana. Depois do discurso inaugural seguiram duas horas de música com um quarteto de cordas e peças líricas para canto e piano.
Abriam novos espaços como o Clube Jocotó, com suas Horas de Arte, na verdade saraus divididos em três partes: literária, com palestra proferidas por intelectuais locais ou visitantes; musical, com execuções vocais e instrumentais de profissionais e amadores; e uma parte final com danças, animadas por alguma orquestra da cidade. Na seção musical se podiam ouvir obras de Liszt, Puccini, Gluck, Saint-Saëns, Chopin, Rossini, Bach e Beethoven, entre vários outros mestres. Também apareciam nos programas compositores nacionais como Villa-Lobos, Leopoldo Miguez, Carlos Gomes e Alberto Nepomuceno. Outro espaço foi o Petit Casino, inicialmente concebido como cinema mas aberto como um teatro. Em sua inauguração em 1916 a imprensa elogiou as instalações do requintado prédio Art Nouveau, decoradas com pinturas murais, iluminação feérica, esculturas e luxos diversos. Com 450 lugares, o Petit Casino dava lugar para peças teatrais e também operetas e bailados.

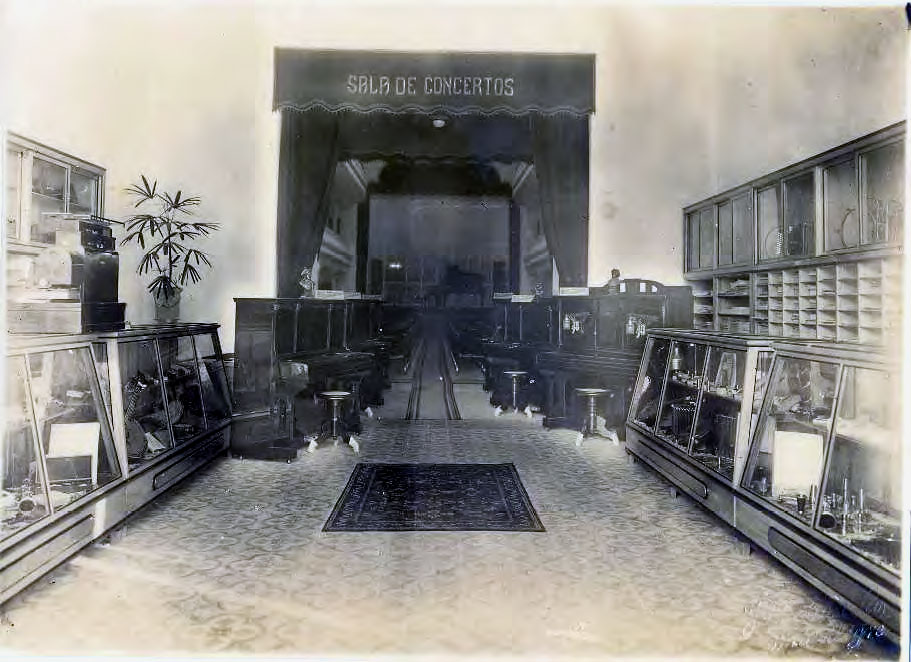
Interior da Casa Beethoven com sua famosa sala de concertos

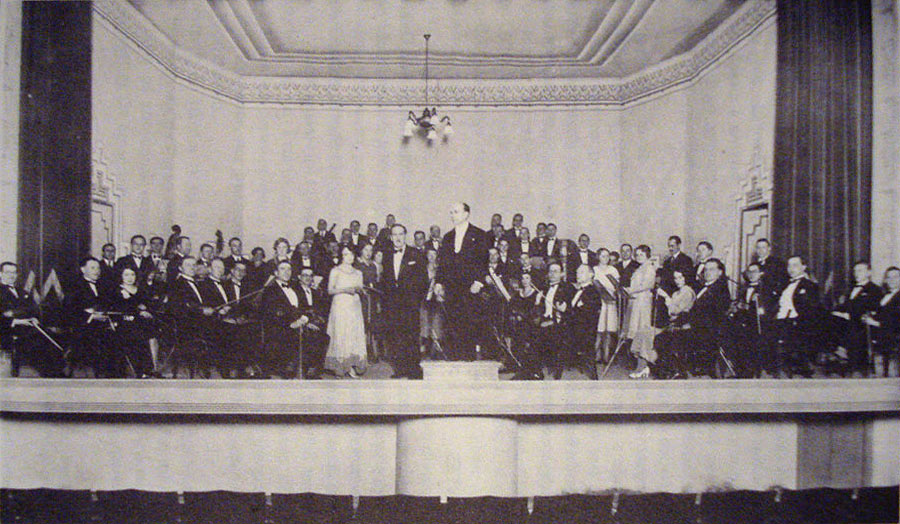
Concerto do Club Haydn em 1931

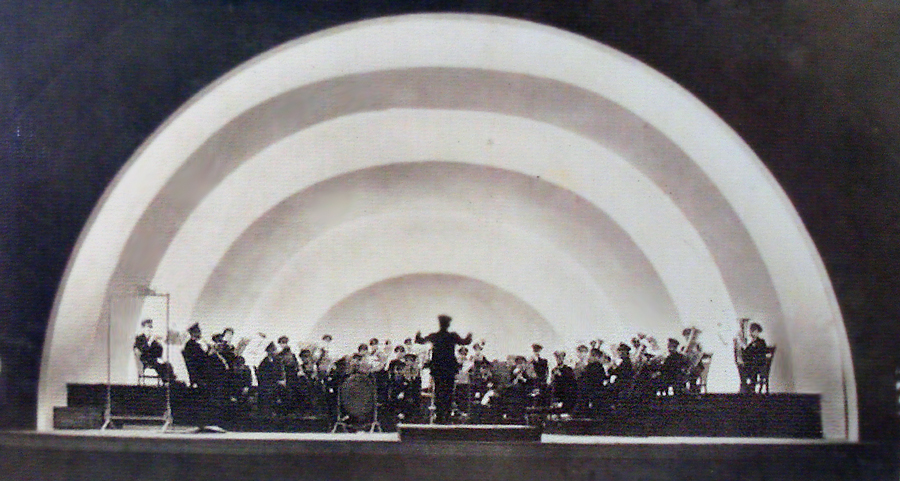
Apresentação da Banda Municipal na concha acústica do antigo Auditório Araújo Viana

Depois de uma série de reveses, o Petit Casino seria reestruturado e nele se abriria nos anos 1930 a Sala Beethoven, como um setor da casa homônima de instrumentos e partituras. Seu diretor artístico foi Tasso Corrêa, e ele a usou para algumas atividades oficiais do Conservatório. Sua agenda era febril, com seis a dez programas musicais diferentes por mês incluindo ciclos temáticos e uma série de outras atividades culturais como palestras, exposições de pintura e bailados. Sua trajetória foi tão brilhante como efêmera, fechando menos de um ano depois de sua inauguração. Outra sala de espetáculos aberta nos anos 1930 foi o Cine-Theatro Imperial, que sediava a Grande Orquestra de Concertos Sinfônicos, regida por Roberto Eggers. Também o Clube Caixeiral, a Sociedade Germânia, o Clube do Comércio e a Sociedade Turnerbund davam espaço para apresentações de música erudita. O Theatro São Pedro, porém, continuava como o espaço mais prestigiado.

### Grupos, associações e gêneros
Entre as associações musicais mais destacadas nesse período estava o Club Haydn, já mencionado. Em 1908 o Club contratou um regente alemão, Max Beutler, que até 1921 liderou a sua orquestra, a qual foi o único grupo sinfônico estável da cidade por muitos anos. Então foi sucedido por outro alemão, Max Brückner, que também deu aulas no Conservatório, regeu diversos outros grupos independentes e deixou um bom número de composições próprias, com predileção pelo gênero do lied. Com ele o Club Haydn conheceu seus dias mais felizes, dando centenas de récitas de alto gabarito. Araújo Vianna também passou pelos concertos do Club.
Em 1920 foi organizado o Centro Musical Porto-Alegrense, uma agremiação que organizava concertos sob contrato e de uma variedade de formas defendia os interesses da classe dos músicos inclusive através de greves. Ao Centro viria a se associar quase a totalidade dos músicos profissionais ativos na capital. Extinto em 1927, foi substituído pelo Sindicato dos Músicos Profissionais de Porto Alegre. Em 1925 foi criada a Banda Municipal de Porto Alegre, tendo como seu primeiro regente José Leonardi, um italiano. Sua composição era internacional, com 60 integrantes, muitos oriundos da Itália e Argentina, admitidos através de concurso. Sua primeira apresentação aconteceu no Theatro São Pedro, por ocasião da visita à cidade do presidente eleito do Brasil, Washington Luís, em 13 de junho de 1926. Em seguida a Banda passaria a se apresentar também em praças públicas e no primeiro Auditório Araújo Viana, ainda localizado na Praça da Matriz, onde durante longos anos daria dois concertos semanais, sempre com grande afluência de público, e apresentando um repertório de arranjos de peças eruditas.

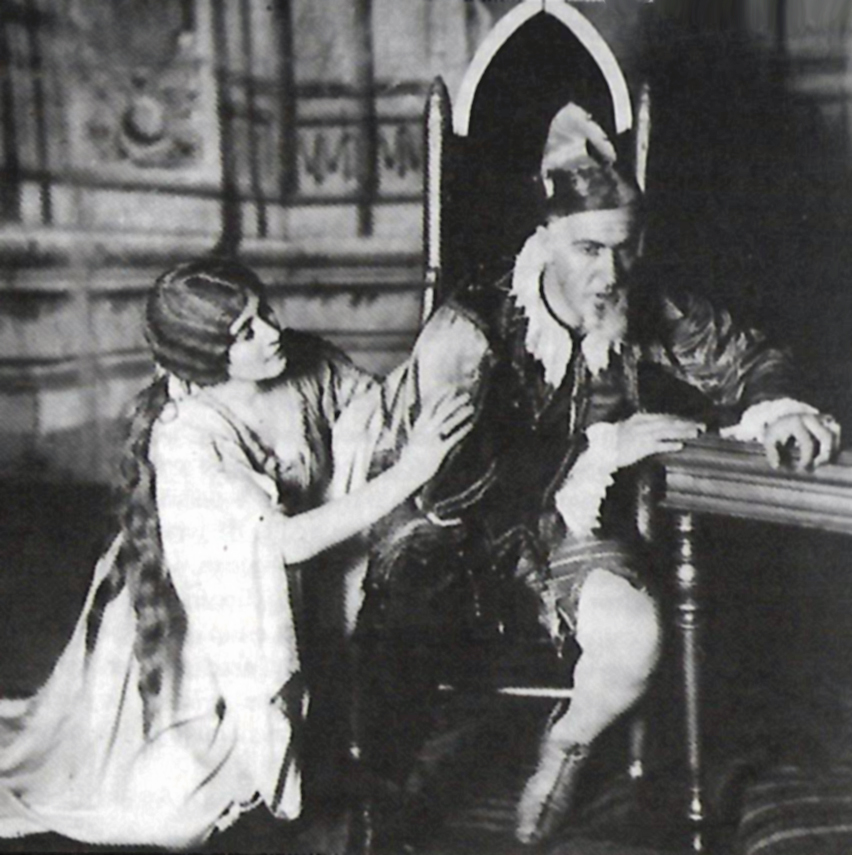
Cena do Rigoletto montada em 1934 no Theatro São Pedro pelas Noites Líricas e o Orfeão Rio-Grandense. Na imagem estão Elsa Tschoepcke e Emílio Baldino.

Em 1929 Emílio Baldino, um cantor amador, iniciava um projeto de música operística, as Noites Líricas, que foi responsável pela apresentação de muitas cenas de óperas e obras completas, incluindo a Tosca, La Traviata, Aída, La Bohème, Rigoletto e a ópera gaúcha Farrapos, de Roberto Eggers, encenadas no Theatro São Pedro ou no Cine Teatro Coliseu. O projeto encerrou em 1937 com a viagem de Baldino para a Europa. Por um breve período as Noites Líricas contaram com a colaboração do Orfeão Rio-Grandense, fundado em 1930 e ativo até 1960 e composto por cantores amadores. O Orfeão se notabilizaria pela promoção de temporadas líricas no Theatro São Pedro, apresentando óperas como Tosca, La Bohème, Rigoletto, Cavalleria Rusticana, Madame Butterfly e Il Trovatore. Em seu concerto inaugural foi descrito pelo Correio do Povo como colocando "a nova sociedade de canto à vanguarda de todos os grupos corais da cidade. Em qualidades de vozes, afinação e harmonia de conjunto o corpo de cantores do maestro Léo Schneider se afirma como um excelente instrumento capaz de traduzir dignamente as páginas mais profundas e difíceis dos grandes músicos". O Orfeão também organizava concertos instrumentais com afamados artistas, como Pierre Fournier, Wilhelm Backhaus, Aaron Copland, Wilhelm Kempff e Arthur Rubinstein, manteve escolas de canto, dança e teatro, e em sua fase de maior atividade organizava eventos de variados tipos em vários espaços da capital quase todos os dias da semana.
Também merecem nota entre os grupos musicais formados nesta época o Conjunto Oficial do Instituto de Belas Artes, um grupo de câmara, e a Associação Musical Rio-Grandense, estimulando as pesquisas no folclore musical, editando composições locais, promovendo cursos e festivais e trazendo à cidade uma grande listagem de intérpretes consagrados internacionalmente, como Claudio Arrau, Andrés Segovia, Henryk Szeryng, o Quarteto Janáček e Madalena Tagliaferro.

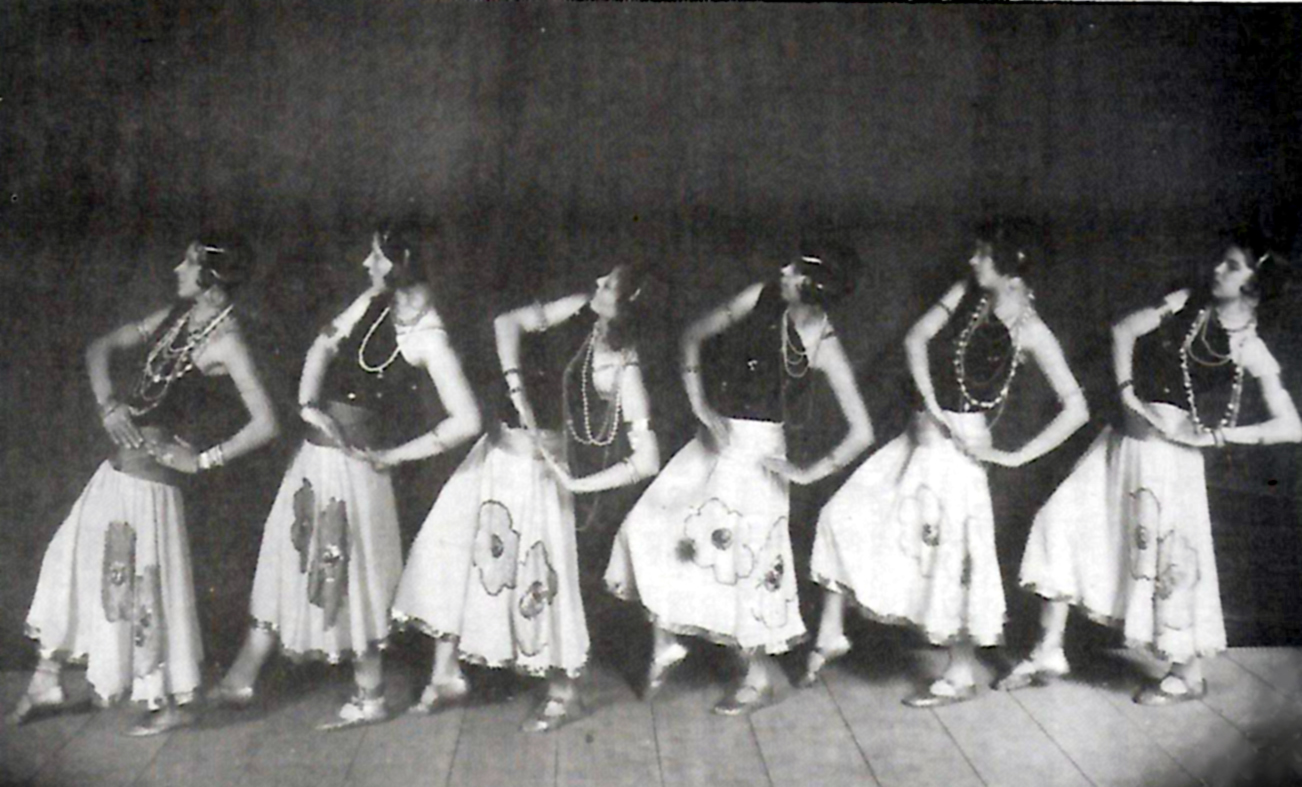
Bailado A Princesa Moura, montado em 1930 no Theatro São Pedro pelo Instituto de Cultura Física.

No campo da dança clássica, em 1928 iniciaram as atividades do Instituto de Cultura Física, que mantinha classes de coreografia, ginástica acrobática e ginástica rítmica, e organizou uma série de apresentações no Theatro São Pedro, as Horas de Arte, que incluíam quadros vivos, danças, cenas de bailados e obras completas, coadjuvadas por um quinteto de cordas e piano. Na década de 30 foram criadas duas escolas de bailados clássicos, uma dirigida por Tony Seitz Petzhold e outra por Lya Bastian Meyer, ambas egressas do Instituto de Cultura Física, numa fase em que este gênero estava ganhando rapidamente o favor do público. Logo peças como El Amor Brujo, Coppelia e Pétrouchka já faziam parte do repertório. A repercussão das apresentações foi tão positiva que os compositores locais não demoraram em criar peças nesse formato. Em 1939 apareceu a "Fantasia-Ballet" A Bela Adormecida, de Walter Schültz Portoalegre, e no ano seguinte O Acendedor de Lampiões, do mesmo autor. Luiz Cosme havia escrito em 1936 o bailado A Salamanca do Jarau, mas a peça só seria estreada em Porto Alegre nos anos 40. Também deu uma contribuição significativa no campo da dança a Associação Porto-Alegrense de Cultura Artística, promovendo diversos espetáculos.

## Amadurecimento
As décadas seguintes representaram uma fase de incertezas, de iniciativas de carreira brilhante mas muitas vezes curta e atribulada, e ao mesmo tempo foi uma fase de amadurecimento, com o lançamento das sementes de projetos que se revelariam sólidos e duradouros, continuando relevantes até os dias de hoje. Apesar dos avanços incontestes experimentados nas primeiras décadas do século XX, havia setores que viam a cultura local como ainda em estado subdesenvolvido e precário, e de fato houve até alguns recuos a partir dos anos 40. O cronista Nei Câmara do jornal A Nação queixava-se de que o progresso na cultura ficasse bem aquém das realizações conquistadas em outras áreas da sociedade, e o maestro Antônio Corte Real escrevia no Correio do Povo que há muito a cidade se ressentia da ausência de uma orquestra estável no Theatro São Pedro, um anseio que encontrava eco no Sindicato dos Músicos Profissionais de Porto Alegre. Como sinal da instabilidade, em 1939 o Instituto Livre de Bellas-Artes, ora chamado Instituto de Belas-Artes, foi abandonado pela Universidade de Porto Alegre, da qual fora um departamento desde 1934, em virtude de não conseguir equiparação com outras escolas superiores, sendo entregue à régia autônoma do seu corpo docente, causando uma crise administrativa e financeira. O desgarramento foi anulado em 1948, voltando a escola a fazer parte da estrutura da Universidade. Em 1951 seu estatuto mudaria outra vez, tornando-se agora uma escola independente, vinculada diretamente ao Ministério da Cultura, o que também contribuiria para consolidar seu prestígio, e em 1962, com a Universidade Federal do Rio Grande do Sul estabelecida, passou a integrar a nova instituição com seu currículo e estrutura bastante reformados e atualizados.

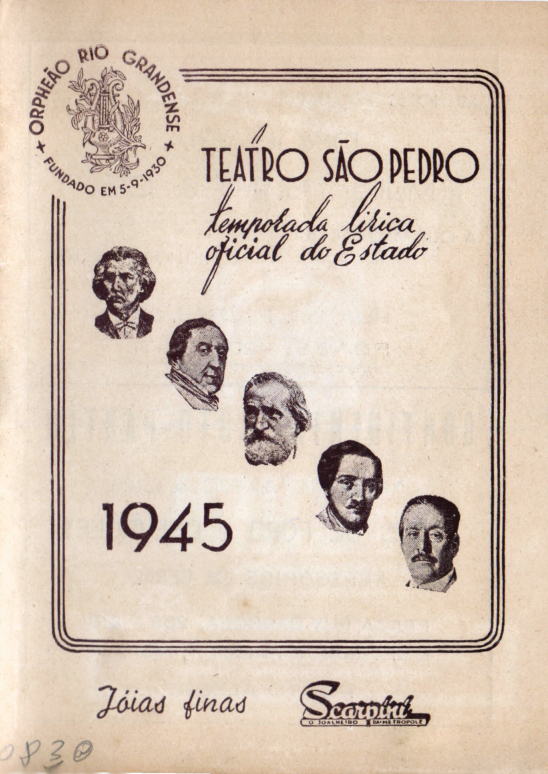
Capa da programação da temporada lírica oficial de 1945.

Outro ponto de avanço foi a fundação em 1941 da Sociedade Rio-Grandense de Música de Câmara, tendo como presidente Corte Real. Manteve desde o início um conjunto de cerca de 30 músicos, que foi então oficializado como orquestra permanente do Theatro São Pedro, preenchendo uma lacuna importante. Além de seus concertos em espaços públicos a orquestra da Sociedade deu uma série de recitais ao vivo nas rádios locais. Outros pontos foram a instituição de uma Temporada Lírica Oficial patrocinada pelo Estado e organizada pelo Orfeão Rio-Grandense, que funcionou de 1944 a 1951 montando dezenas de óperas, e a criação em 1949 do Departamento Artístico da Pontifícia Universidade Católica do Rio Grande do Sul, que logo reuniu um grupo de câmara, dirigido também por Corte Real, e obteve para suas apresentações o espaço do recentemente inaugurado Salão de Atos da universidade. Com 1.300 lugares, era uma sala de espetáculo que superava em muito a capacidade do Theatro São Pedro, e desde então tem prestado grandes serviços à cultura local. Mas a fundação da Orquestra Sinfônica de Porto Alegre (OSPA) em 17 de dezembro de 1949, inicialmente vinculada ao Orfeão Rio-Grandense, pode ser considerada o marco inicial de uma fase já madura na música erudita porto-alegrense. Em seus estatutos se declarava que os objetivos desse grupo eram "eminentemente sociais e educativos, visando precipuamente a propiciar concertos públicos para espiritualizar as massas trabalhadoras e os menos favorecidos pela fortuna" 
A organização e regência do grupo ficaram entregues ao maestro Pablo Komlós. Essa primeira OSPA foi extinta no ano seguinte apenas para ser refundada com uma administração independente do Orfeão. Seu primeiro presidente foi Luís Fontoura Júnior, permaneciam Komlós como regente titular e os músicos da formação extinta, não havendo solução de continuidade na área artística. Em seu primeiro concerto foi levada a IX Sinfonia de Beethoven. A despeito da recepção calorosa do público, a orquestra enfrentou desde o início sérias dificuldades financeiras, mas através de um convênio com a Prefeitura pôde aproveitar muito material humano e instrumental da Banda Municipal, quando esta foi dissolvida em 1953, comprometendo-se também a realizar um programa de concertos populares e outro voltado ao público jovem. Em 1954 o governo estadual a amparou com outro convênio, mas os problemas ao contrário de diminuírem se agravaram, a ponto de em 1964 seu então presidente Moysés Vellinho encarecer a necessidade urgente de que o governo encampasse completamente a iniciativa a fim de que não naufragasse, o que aconteceu em 2 de dezembro, subordinando-a à Secretaria Estadual da Cultura, e em 1965 foi transformada em uma fundação. Permanece em atividade até o presente, tendo se tornado um dos ícones culturais da cidade e uma das mais importantes sinfônicas do Brasil.
Outras forças na cena musical dos anos 50, embora efêmeras, foram a Sociedade Orquestra Filarmônica de Porto Alegre, criada em 1950 por Júlio Grau e Zacarias Valiati, que mal chegou a sair do estado de projeto, dando concertos precários, mas que indicava uma considerável efervescência musical neste período quando se julgou que haveria espaço para duas grandes orquestras na cidade, e a Sociedade Cultural do Instituto de Belas-Artes (1953-1959), nascida com o propósito de promover a música e as artes plásticas, realizando muitos concertos de câmara em seus poucos anos de existência. Finalmente, o outro grupo de interesse aparecido nesse período foi a Orquestra Juvenil de Porto Alegre, liderada pelo dinamarquês Gunnar Larsen e composta basicamente por violinos. Formada em 1960, deu bom número de concertos e instilou o gosto pela música erudita em muitos jovens, até dissolver-se em 1966.

### Um novo público e novos compositores
Nos anos 50 e 60 a música erudita passou a encontrar maiores espaços entre o povo através do rádio. As emissoras divulgavam gravações mas também tinham orquestras próprias para apresentações ao vivo, e seus programas tinham grande público, especialmente o Clube do Guri, um programa ao vivo da Rádio Farroupilha, uma das campeãs de audiência, direcionado principalmente para o público jovem e infantil, sendo, de acordo com Marta Schmitt, um dos grandes formadores do gosto musical dessa geração. O programa era de variedades, com muitas apresentações de música popular por intérpretes adultos e infantis, de amadores de primeira viagem a profissionais, em grupos e solos, em improvisos, shows de calouros e crianças-prodígio entre outras atrações similares de apelo popular, mas a música erudita também tinha grande espaço e fazia notável sucesso, ainda que apresentada em um clima igualmente festivo. Passava da ópera ao samba, do tango aos temas carnavalescos, incluindo árias clássicas e românticas e canções semieruditas italianas, francesas e alemãs popularizadas à larga pelos grandes cantores líricos da época. O sucesso do Clube do Guri levou ainda ao aparecimento de uma classe de cantores radiofônicos profissionais na cidade, e também encaminhou diversos dos seus astros instantâneos para o mercado de trabalho em posições vantajosas, já que vencer uma competição ou dar um número impecável ali trazia grande prestígio no mundo musical de Porto Alegre. Outra emissora que iniciou um grande trabalho de divulgação da música erudita foi a Rádio da Universidade, no ar de 1951 até o presente, com uma programação quase toda voltada para essa área.

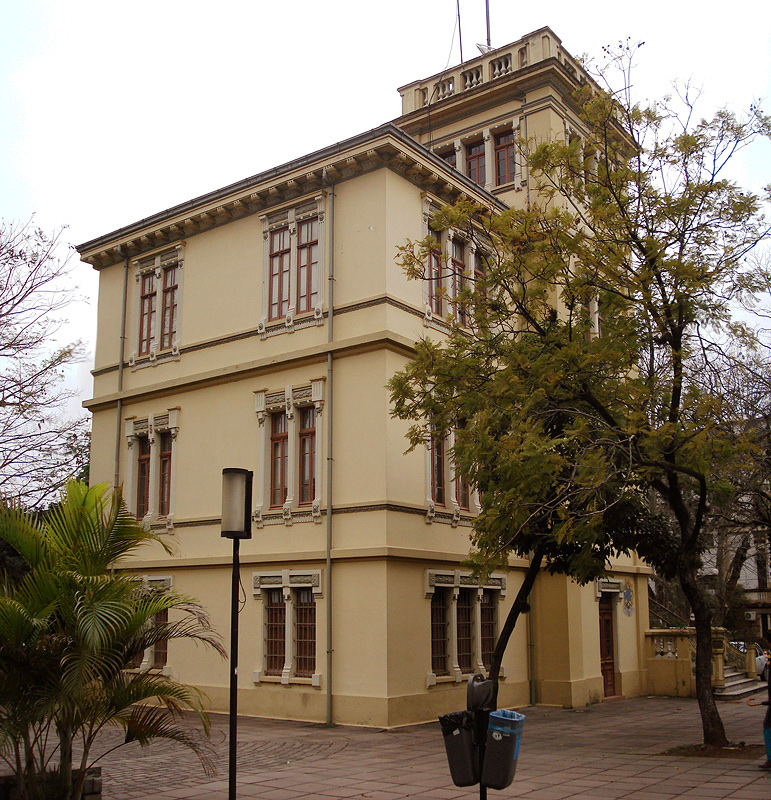
Rádio da Universidade

Escrevendo em 1964, Ênio de Freitas e Castro considerava que naquela altura Porto Alegre ainda pouco tinha a mostrar em termos de composições próprias. No século XIX praticamente só se destacara Mendanha, mas suas composições foram escassas e se perderam. Os operistas do início do século XX, Vianna e Furtado, que foram sucesso em seu tempo, já haviam caído no esquecimento, e os maiores nomes da composição da geração seguinte, Radamés Gnatalli e Luiz Cosme, há muito já não estavam trabalhando na cidade. Natho Henn desaparecera precocemente em 1958, deixando obra pequena mas criativa; Leo Schneider se isolara da corrente geral por seu mergulho nas formas sacras para um público basicamente protestante, mas fez coisas notáveis e foi grande professor; Walter Portoalegre se destacava como compositor de muita música de câmara, duas sinfonias, dois bailados, uma ópera e pelo menos 27 trilhas sonoras para filmes nacionais e estrangeiros, mas outros que havia eram figuras de menor expressão ou usavam linguagens já mais ou menos defasadas, como Vitor Neves, Artur Etges, Paulo Guedes e Roberto Eggers, ainda que todos deixassem algumas peças atraentes.
A presença dominante entre os anos 50 e 60 foi então Armando Albuquerque, e principalmente por causa do arrojo e originalidade de sua linguagem. Orientador musical da Rádio da Universidade, por volta de 1946 começara a dedicar-se à composição com maior interesse. Foi membro fundador da Sociedade Brasileira de Música Contemporânea e professor de composição no Instituto de Artes da UFRGS. Mas já começavam a despontar outros talentos muito promissores, entre eles Bruno Kiefer, Esther Scliar, Breno Blauth, Hubertus Hofmann e Tasso Bangel. Os dois primeiros fariam carreiras de projeção nacional, com uma música mais ou menos alinhada à estética serialista. Esther em breve deixaria a cidade, mas Kiefer não, permanecendo ao lado de Albuquerque como uma das personalidades musicais mais vigorosas da capital até seu falecimento em 1987, atuando como compositor, professor da UFRGS, crítico, historiador e musicólogo, respeitado por todos. Ambos atualizaram o ensino superior, dinamizaram o campo da pesquisa em música e suas próprias obras têm sido objeto de uma série de estudos acadêmicos.
Em 1955 iniciavam as atividades do Coral de Câmara da Faculdade de Filosofia da UFRGS, que sob a regência de Madeleine Ruffier deu origem ao movimento de revivalismo da música antiga no estado, além de dar espaço para obras de autores gaúchos da vanguarda. Aclamado desde seu surgimento como um marco na vida musical de Porto Alegre, excursionou pelo Brasil e América Latina com grande sucesso, gravou dois discos e foi uma inspiração para a criação de diversos grupos similares entre as décadas de 1950 e 1960, como o Coral do Colégio de Aplicação da UFRGS (1959), dirigido por Carlos Appel, o Coral de Câmara do Rio Grande do Sul (1962), dirigido por Carlos Appel, Karl Faust e Alfred Hülsberg, e o Madrigal da UFRGS (1965), dirigido por Ruffier e ativo até sua morte em 1973. Nesta data ele foi fundido com o Quarteto de Flautas Doces de Isolde Frank, resultando no nascimento do Conjunto de Câmara de Porto Alegre, a partir de 1978 sob a direção de Marlene Goidanich, que se tornou uma destacada referência em um campo pouco explorado na cidade. Isolde Frank teve ainda o mérito de ser a principal protagonista na redescoberta da flauta doce como instrumento expressivo e na sua valorização como recurso didático para iniciação musical de jovens, além de fundar a primeira orquestra infanto-juvenil do Brasil.
A partir do fim da década de 1960 se destacam os maestros Gil de Roca Sales e Nestor Wennholz como importantes dinamizadores da música coral, o primeiro regendo o Madrigal Palestrina, o Coro Municipal, o Coral dos Capuchinhos, o Coral do Banrisul e outros conjuntos e gravando mais de 30 discos, e o segundo regendo o Coro Sinfônico da OSPA, o Coral Misto 25 de Julho e o Coral da UFRGS. Ambos levaram os grupos locais a obterem reconhecimento nacional, além de deixarem um expressivo acervo de composições próprias e arranjos. Também merece nota o trabalho de Herbert Caro como crítico musical do Correio do Povo ao longo de mais de vinte anos, ajudando a formar o gosto de toda uma geração de ouvintes.

## História recente

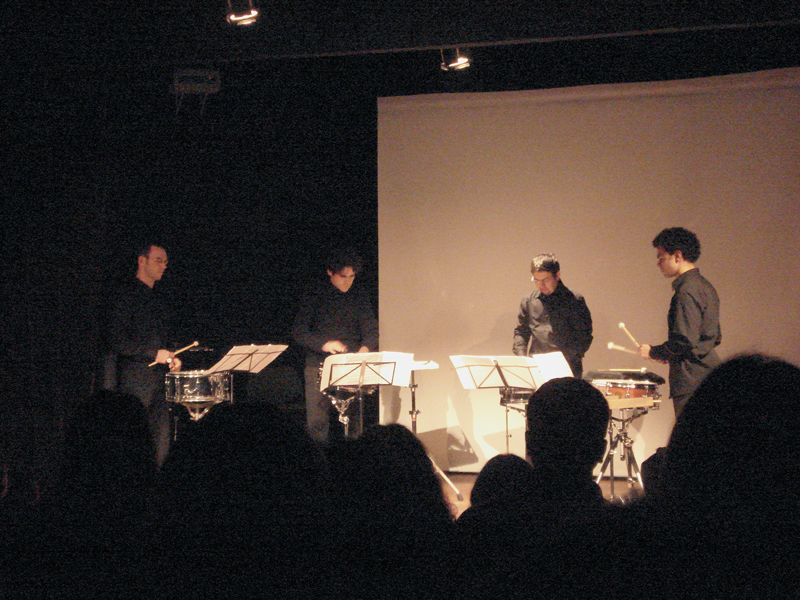
Recital do Grupo de Música Contemporânea de Porto Alegre no Instituto Goethe, 2008

Uma das novidades mais importantes nesses últimos anos foi a introdução de novas tecnologias e novos paradigmas na área musical. Fazendo manipulações de material pré-gravado e utilizando o computador para geração de sons inteiramente novos, Frederico Richter foi o pioneiro da música eletrônica na cidade, trabalhando nesse terreno desde o início dos anos 80, abrindo um caminho de pesquisa formal para os novos compositores e induzindo uma revolução na prática e no consumo de música erudita. Desde então o público local foi sendo progressivamente apresentado a composições que lançavam mão de elementos inovadores na linguagem musical, nas formas de construção de sentido e nos modos de apresentação e recepção, levando a arte a dialogar com a ciência, a semiótica, a filosofia, a interatividade, as sonoridades da natureza, as culturas não ocidentais e com o ambiente globalizado e informatizado em que Porto Alegre vive hoje. Assim, a geração mais nova de compositores porto-alegrenses parece ter-se libertado da dependência dogmática a quaisquer vogas estéticas, abrindo-se a uma vasta gama de possibilidades, onde o resgate de arcaísmos e de formas e instrumental mais tradicionais permanece em criativo intercâmbio com a música e cultura populares e com as conquistas conceituais e técnicas mais recentes que, com rapidez cada vez maior, se tornam um domínio público no mundo musical erudito contemporâneo.

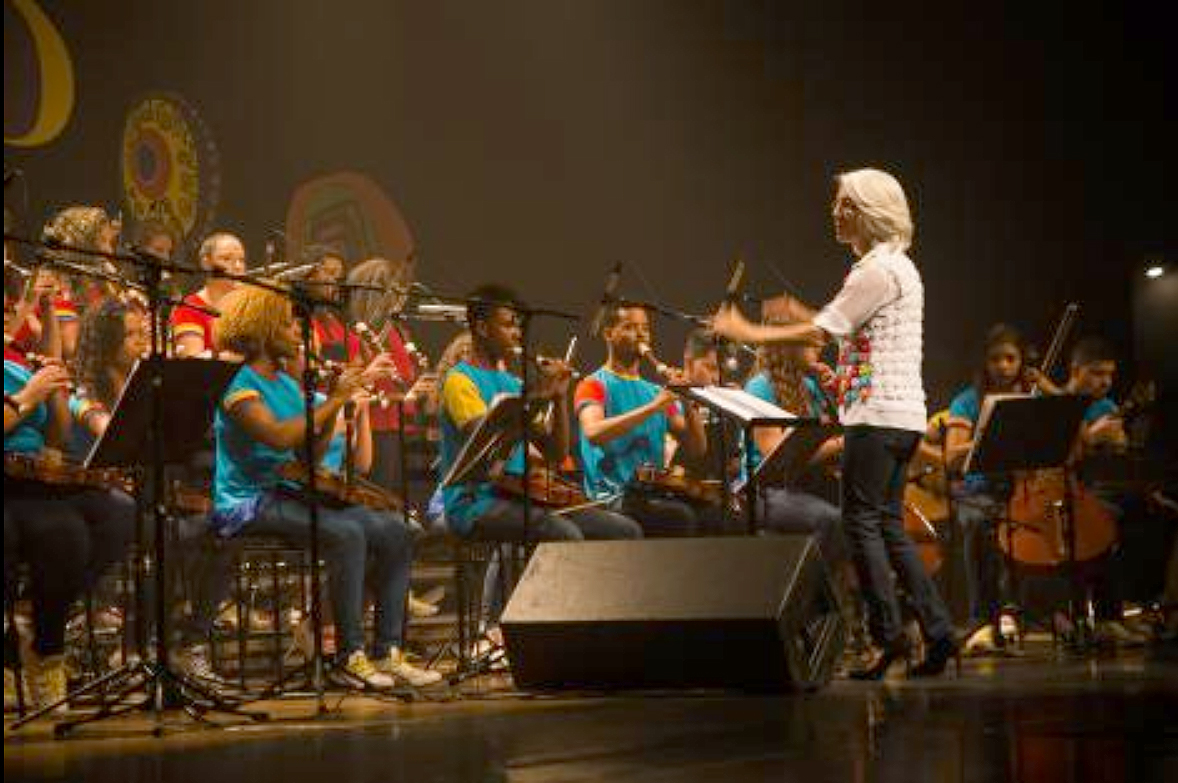
Orquestra Villa-Lobos, fruto de um projeto de educação musical da Escola Municipal de Ensino Fundamental Heitor Villa-Lobos

Essas questões também trouxeram à luz a necessidade de se reestruturar as bases da pedagogia musical desde as classes primárias, com suas aulas de musicalização básica, até as instâncias superiores. A música ainda faz parte do currículo das escolas públicas, onde é considerada um instrumento de grande utilidade para estimular a socialização e assegurar a transmissão de conhecimento e de valores estéticos e éticos, além de ter uso como terapia. E junto com esse público, uma grande quantidade de escolas privadas e mestres particulares em atividade, e a fluidez e complexidade do contexto social contemporâneo, tornam essa atualização um processo contínuo e sempre de grande importância, mas apesar disso muitas vezes os professores ainda trabalham em condições muito aquém do ideal. Ao mesmo tempo, as atividades musicais da Prefeitura Municipal e do Governo Estadual, através de suas Secretarias da Cultura, em uma série de concertos, recitais, seminários, cursos e oficinas, encontram um público cada vez mais diversificado, e nesses ambientes se apresenta, da mesma forma que no ensino em geral, uma grande quantidade de novas demandas a serem compreendidas e atendidas, desde a seleção de repertório até a sua significação para as audiências. Outras pesquisas recentes realizadas com o público local também dão conta do valor da música erudita para o incremento da qualidade de vida da população, sendo um dos fundamentos teóricos dos projetos oficiais e privados de incentivo ao cultivo da música desde o berço até a idade madura.

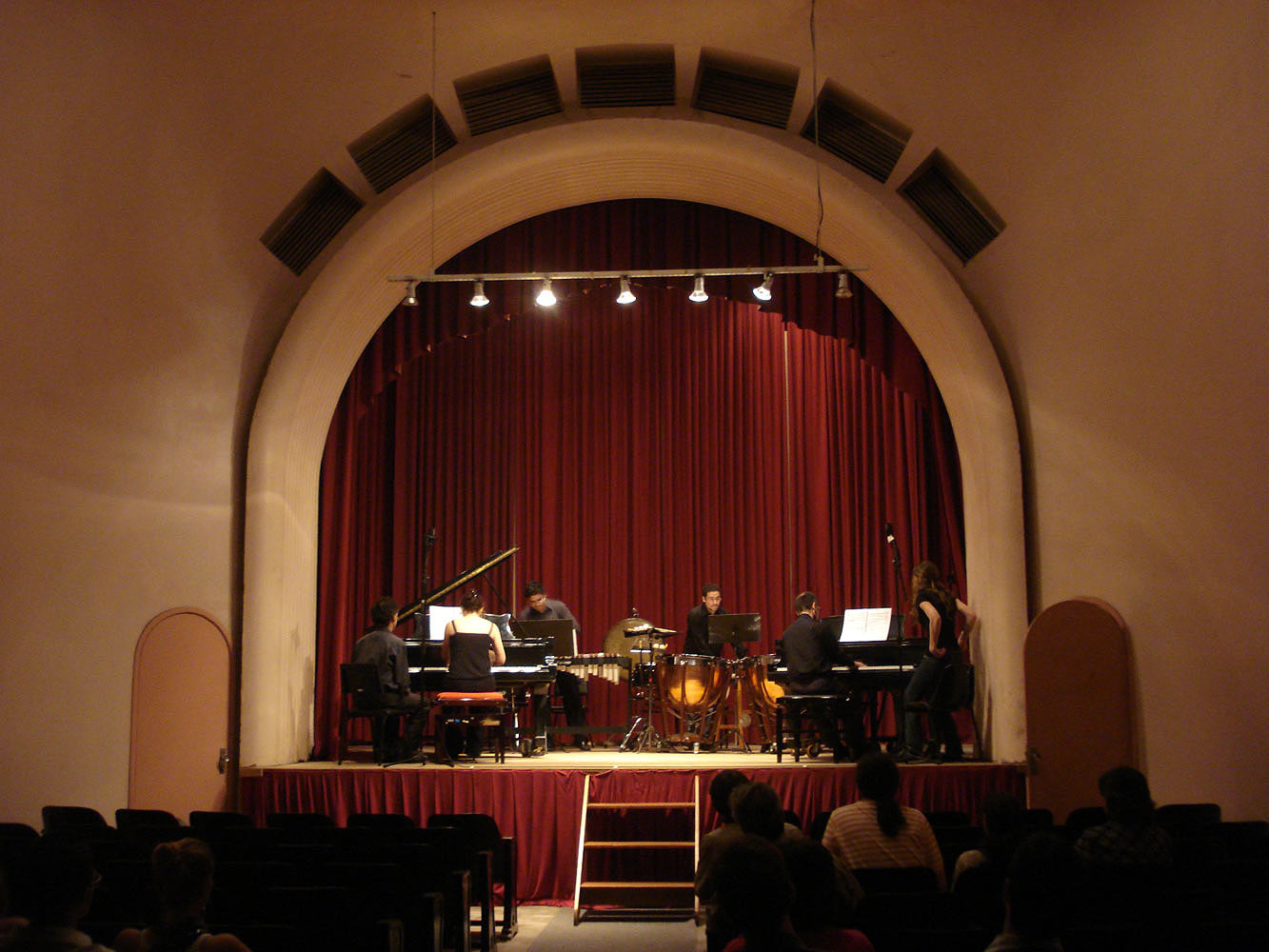
Recital no Instituto de Artes da UFRGS, 2009

Boa parte da atualização de Porto Alegre com o que está acontecendo em centros mundiais da vanguarda foi proporcionada pela melhor estruturação do ensino superior, centralizado no Curso de Música do Instituto de Artes da UFRGS, com seus níveis de graduação e pós-graduação com mestrado e doutorado, criados respectivamente em 1987 e 1995 e que estão entre os melhores do Brasil. Além de ter dado origem a um já significativo acervo de textos e publicações de musicologia e preparado uma grande quantidade de profissionais da música e novos professores, é parte inerente do funcionamento do curso a organização de recitais públicos com repertório de alta qualidade em performances igualmente qualificadas. A atuação da UFRGS na música erudita porto-alegrense tem sido de imenso relevo também por outras razões. A Rádio da Universidade continua a ser a única emissora local com uma programação voltada primariamente para a produção erudita, e a Pró-Reitoria de Extensão mantém um programa de oficinas e recitais desde que foi estabelecido seu Departamento de Difusão Cultural nos anos 80.
O Instituto de Cultura Musical da PUCRS por muitos anos desenvolveu relevante atividade, oferecendo aulas de técnica vocal e teoria musical para corais, um consistente programa de recitais e outras atividades musicais para a comunidade, e sediou a Orquestra Filarmônica da PUCRS, um coral sinfônico e um coral para a terceira idade, mas depois da morte do seu principal dinamizador em 2010, o maestro e compositor Frederico Gerling Junior, somada a problemas de financiamento e uma reorganização administrativa em 2017, a maior parte dessa estrutura foi sendo desmantelada, permanecendo ativo o coral. Gerling Junior foi figura dinâmica, exerceu o cargo de diretor e regente titular do Instituto desde sua fundação em 1973, foi compositor com obra sólida e regeu à frente da sua orquestra uma grande quantidade de obras operísticas e sinfônicas, bailados, cantatas e missas do melhor repertório internacional. Além disso, fundou o Liceu Riograndense de Artes Líricas e a Associação Lírica Porto-Alegrense.

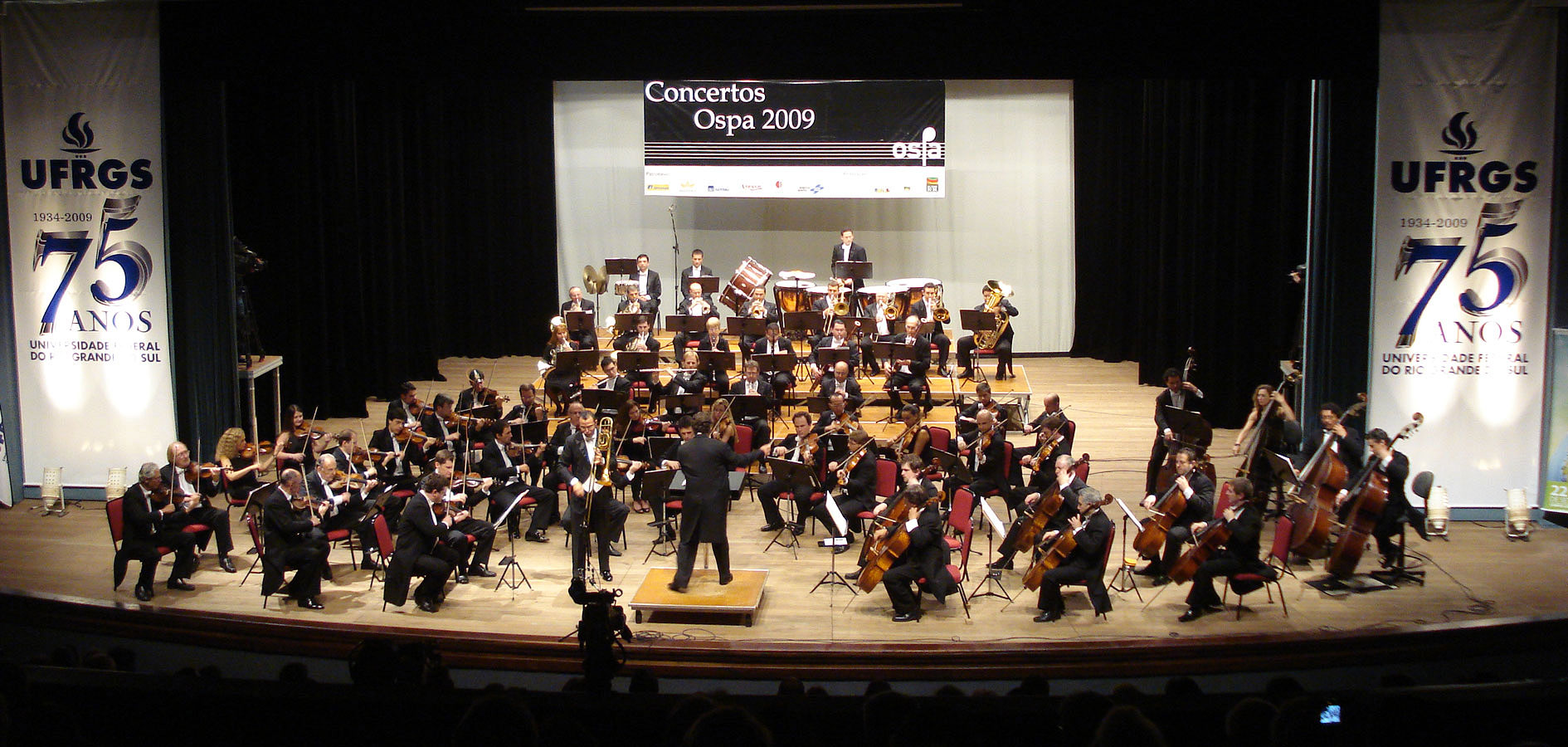
Concerto da OSPA no Salão de Atos da UFRGS em 2009

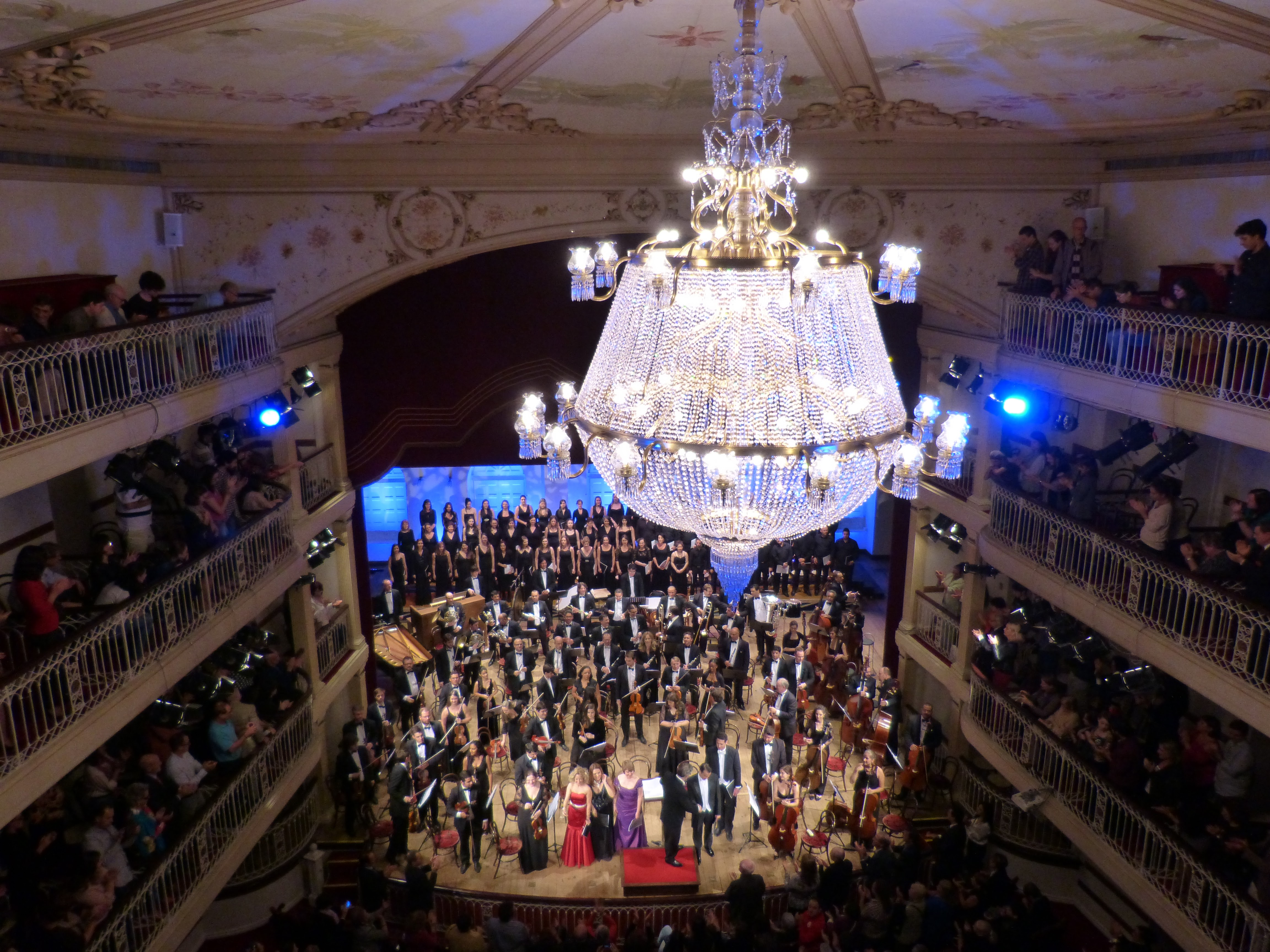
Concerto no Theatro São Pedro, 2014

As duas grandes organizações musicais da cidade atualmente são a OSPA e o Theatro São Pedro. A OSPA desenvolve uma carreira ascendente depois de alguns anos difíceis. Além dos Concertos Oficiais, a orquestra realiza apresentações em praças públicas, igrejas, museus, ginásios e pelo interior do estado, atingindo um público anual médio de 100 mil pessoas. A OSPA mantém ainda seu coro sinfônico e desde 1972 tem uma escola de música, o Conservatório Pablo Komlós, que oferece gratuitamente formação em todos os instrumentos de uma orquestra, e recentemente, depois de décadas dependendo de espaços alugados, conseguiu uma sede própria com uma grande sala de concertos. Quanto ao Theatro São Pedro, nos anos 70 se inviabilizara como espaço cultural em virtude do avançado estado de degradação do prédio histórico, sendo fechado em 1973, e chegou a se falar em sua demolição. Contudo, foi restaurado e aberto ao público novamente em 1984, depois de grandes esforços por parte de sua diretora, Eva Sopher, e da comunidade. Desde então o antigo teatro vem consolidando uma atuação comparável à que teve historicamente, tornando-se um ícone cultural de Porto Alegre. Além de sua agenda de concertos de convidados, o Theatro São Pedro desde 1985 sedia uma orquestra estável, a Orquestra Theatro São Pedro.

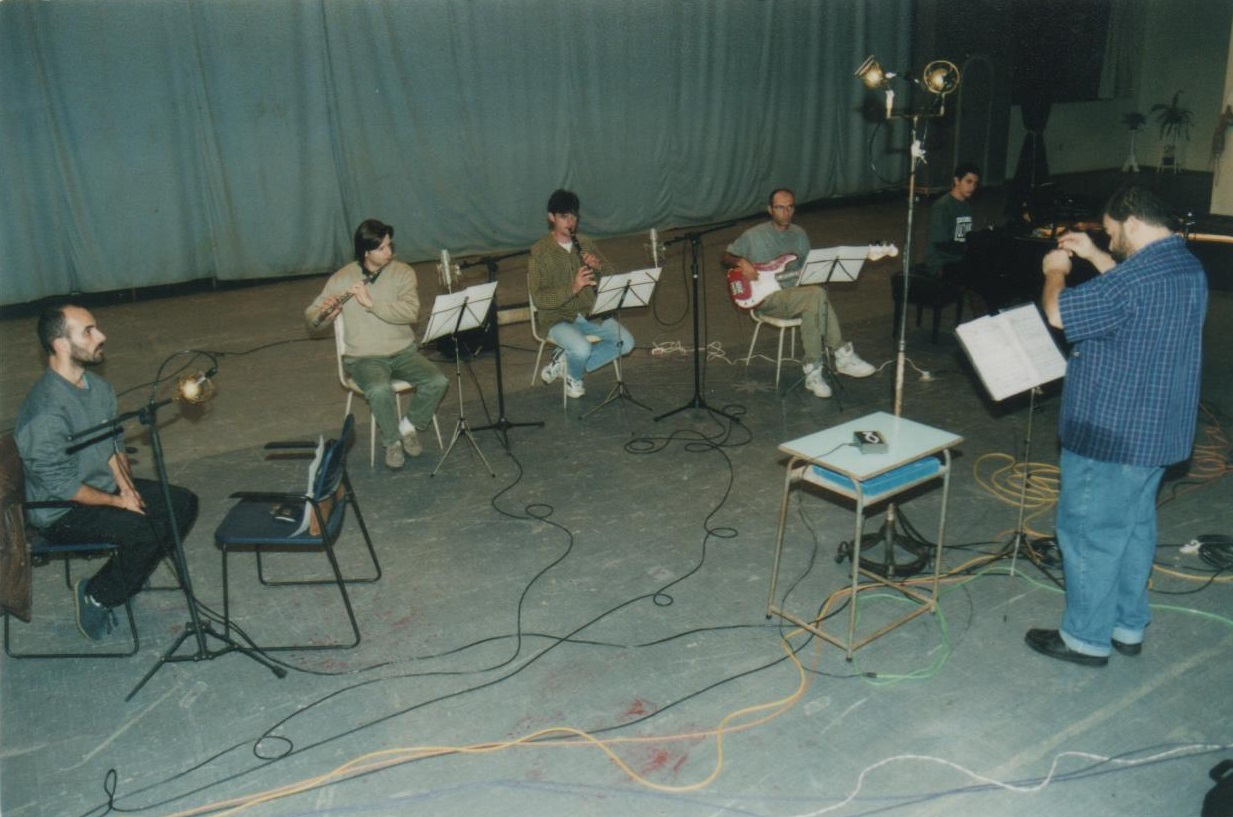
Grupo Ex-Machina durante sessão de gravação no auditório da PUC, em Porto Alegre. Da esquerda para a direita; Martinêz Nunes, Fernando Gross, Paulo Müller, Alexandre Birnfeld, Yanto Laitano e Adolfo Almeida Jr.

Outras orquestras permanentes em atividade são a Orquestra Villa-Lobos, criada em 1992 pela professora e maestrina Cecília Rheingantz Silveira como um projeto de educação musical vinculado à Escola Municipal de Ensino Fundamental Heitor Villa-Lobos; até 2025 apresentou mais de 1,4 mil concertos para um público de cerca de 360 mil pessoas, recebendo 29 premiações em nível local, nacional e internacional, em 2024 declarada Patrimônio Cultural Imaterial de Porto Alegre, e a orquestra da Bach Society Brasil, fundada em 2020 e especializada na reconstrução histórica da música de Bach usando cópias de instrumentos originais, mas com algumas incursões em outros repertórios. Organizam concertos presenciais e online, têm séries didáticas e recebem convidados nacionais e internacionais. Sob a direção artística de Fernando Cordella, que é também regente, cravista e organista, em 2023 realizaram a estreia brasileira com instrumentos originais do Magnificat BWV 243 de Bach. Entre os grupos de câmara que se notabilizaram no século XXI estão o Trio de Madeiras de Porto Alegre, com um repertório de música popular e erudita diversificado, o Ex-Machina, grupo dedicado à divulgação de música contemporânea de sua própria autoria, e o Grupo de Música Contemporânea de Porto Alegre, de perfil similar.
Além desses organismos, a música erudita porto-alegrense conta com um grande número de outros espaços de cultivo em museus, centros culturais, nos vários teatros da cidade e até mesmo no ambiente das empresas e dos hospitais. Entre os projetos plurianuais com programação regular podem ser citados Música no Museu mantido pelo Museu de Arte do Rio Grande do Sul, Recitais na Biblioteca, da Biblioteca Pública do Estado, Clássicos na Pinacoteca, mantido pela Pinacoteca Ruben Berta, Concertos Capitólio, da Cinemateca Capitólio, e os já tradicionais Concertos Comunitários promovidos pela rede de supermercados Zaffari desde 1987, com apresentações gratuitas. O Prêmio Açorianos da Prefeitura tem uma seção para música erudita e consagra talentos nas categorias de Melhor Compositor, Melhor Intérprete, Melhor Instrumentista, Melhor Álbum e Melhor Produtor.

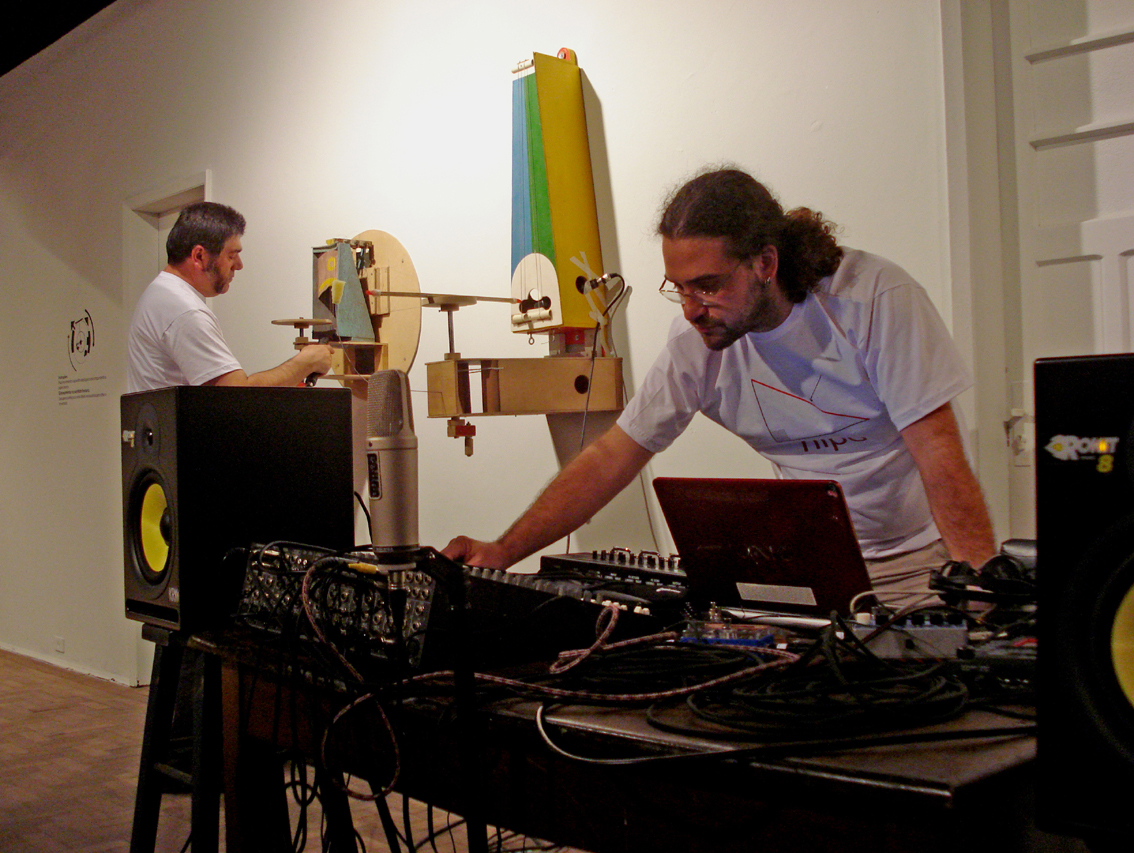
Performance musical eletroacústica de Luciano Zanatta (à direita) e Chico Machado na abertura de exposição individual de Chico Machado no Museu do Trabalho, Porto Alegre.

Cabe ainda uma menção ao grupo dos compositores ativos em Porto Alegre nas décadas mais recentes, muitos deles egressos da UFRGS e/ou atuando ali como docentes e pesquisadores. Entre eles estão Celso Loureiro Chaves, Flávio Oliveira, Luciano Zanatta, Yanto Laitano, Martinêz Galimberti Nunes, Adolfo Almeida Junior, Diego Silveira, Marcelo Birck, Vagner Cunha, Cuca Medina, Felipe Adami, Dimitri Cervo, Fernando Mattos e Antonio Borges-Cunha, entre outros.
Apesar das muitas evidências de maturidade e do entusiasmo de alguns de seus agentes, o panorama musical de Porto Alegre enfrenta problemas de estrutura, divulgação e financiamento. Para Arthur Barbosa, regente da OSPA Jovem em 2017, "temos mais a lamentar do que comemorar, já que estamos em um momento em que organismos nacionais estão extinguindo orquestras e bandas. As orquestras são o que mantém vivo esse tipo de música [de concerto], então quem trabalha no meio está preocupado". Na opinião de Dimitri Cervo, compositor, pianista e professor da UFRGS, "a mentalidade subdesenvolvida da maior parte de nossa classe política, que relega a arte a um lugar demasiado periférico na ordem de importância das coisas, é um aspecto em que a nação brasileira tem muito a evoluir".
Uma pesquisa de Guilherme Bartz de 2020 identificou que muitos profissionais não conseguem empregos fixos e precisam manter vários tipos de serviços e projetos ao mesmo tempo para sobreviver. O mercado de trabalho é instável e pouco favorável aos músicos, em nos últimos anos a situação vem piorando, criando complicações para o desempenho artístico e desestimulando os profissionais. Políticas públicas que tendem a fragilizar as relações de trabalho e suprimir direitos aumentam a instabilidade, a informalidade e a precarização, acirram a competição e agem contra os interesses da classe musical e da própria arte. A pesquisa concluiu que... 
"[...] quando forças externas (o mercado, conjunturas políticas e econômicas, aspectos sociais e culturais etc.) obrigam o indivíduo em direção à mais ampla versatilidade (em detrimento da especialização, como parece ser o caso nos atuais contextos laborais), as identidades profissionais tendem a se tornar mais vulgarizadas e aparentadas entre si, ao mesmo tempo em que mais pulverizadas em sua própria constituição. Os especialistas são aqueles que saem perdendo, pois se veem obrigados a se tornarem generalistas a fim de poderem sobreviver e competir no mercado de trabalho, que passa a exigir tal atitude. Essa pouca valorização da especialização, por sua vez, traz óbvias consequências negativas para a qualidade artística e musical das orquestras. [...] Uma exposição prolongada a esses dilemas pode levar a um significativo estresse psicológico e emocional, a uma crescente desmotivação para o trabalho e mesmo à depressão".